# 국제미인미남대회

## 국제 미인대회 한국대표 명단
국제 미인대회에 참가하는 한국 대표들의 명단과 순위이다 .
우승
- 미스 어스 2022

- 미스 수프라내셔널 2017

### 프랜차이즈
| 프랜차이즈 |
| --- |
| 목록 - - PJP – 미스 유니버스 (2016–현재), 미스 월드 (2011–현재). - KBO – 미스 인터내셔널 (2025–현재), 미스 그랜드 인터내셔널 (2024–현재), 더 미스 글로브 (2024–현재). - 미스 어스 코리아 – 미스 어스 (2025–현재). - W.B.Q – 미스 수프라내셔널 (2022–현재), 미스 코스모 인터내셔널 (2025–현재). 미스 아우라 인터내셔널 (2022–현재). - 퍼스트 파운데이션 – 미스 인터콘티넨탈 (2011–현재). - 미스 그린 코리아 – 미스 에코 인터내셔널 (2019–현재). - 탑 모델 오브 더 월드 코리아 – 탑 모델 오브 더 월드 (2024–현재). - 중앙일보 – 미스 유니버스 (1954–1955). - 미스 코리아 – 미스 유니버스 (1957–2015), 미스 월드 (1959–2010), 미스 인터내셔널 (1960–2024), 미스 어스 (2002–2024), 미스 수프라내셔널 (2010), 미스 인터콘티넨탈 (1977–1978, 2009–2010). - PJP – 미스 수프라내셔널 (2014, 2017–2021). - 미스 어스 캐나다 – 미스 그랜드 인터내셔널 (2013–2015). - 미스 글로라이즈 코리아 – 미스 그랜드 인터내셔널 (2016–2019), 미스 글로벌 (2019–2022). - KPBA – 미스 그랜드 인터내셔널 (2020–2023), 더 미스 글로브 (2022–2023). - W.B.Q – 미스 인터콘티넨탈 (2006–2008), 탑 모델 오브 더 월드 (2007–2008). - 미스 그린 코리아 – 더 미스 글로브 (2015–2018). - 미스 월드 브라질 – 미스 참 인터내셔널 (2023). |

컬러 키
     : 우승자

     : 준우승

     : 톱 5/8위

     : 결승 진출자 또는 준결승 진출자

     : 특별상 수상자
| 년도 | 미스 유니버스          | 미스 월드                        | 미스 인터내셔널                              | 미스 어스                | 미스 수프라내셔널                | 미스 그랜드 인터내셔널 | 미스 인터콘티넨탈              | 더 미스 글로브             | 미스 에코 인터내셔널     | 미스 글로벌            | 미스 유나이티드            | 탑모델                     | 미스 참                  | 미스 코스모              | 미스 아우라                                   | 미스 에코 틴             |
| ---- | ---------------------- | -------------------------------- | -------------------------------------------- | ------------------------ | -------------------------------- | ---------------------- | ------------------------------ | -------------------------- | ------------------------ | ---------------------- | -------------------------- | -------------------------- | ------------------------ | ------------------------ | --------------------------------------------- | ------------------------ |
| 2026 | TBA                    | TBA                              | TBA                                          | TBA                      | TBA                              | TBA                    | TBA                            | TBA                        | TBA                      | TBA                    | TBA                        | TBA                        | TBA                      | TBA                      | 김설하 TBA                                    | TBA                      |
| 2025 | TBA                    | 정민 ×                           | 김지후 TBA                                   | 최윤서 TBA               | 유현정 Top 24                    | 김규리 TBA             | TBA                            | 양설하 TBA                 | 김세은 ×                 | 박예슬 Top 20          | TBA                        | 최윤재 Top 16              | TBA                      | 우해수 TBA               | 강한나 ×                                      | TBA                      |
| 2024 | 한아리엘               | ↑미개최                          | 정규리                                       | 류서빈 Top 20            | 최정은 ×                         | 장유현                 | 홍세연                         | 이청미 소셜미디어          | 이수민                   | ↑미개최                | ↑미개최                    | 최윤재 Top 16              | 김나리                   | ×                        | 구지은 Top 20                                 | ×                        |
| 2023 | 김소윤                 | 김리진                           | 정보빈                                       | 장다연 이브닝 톱5        | 노주현 탤런트                    | 박지영                 | 이설이 ×                       | 한다연                     | 이하율                   | 로빈리                 | ↑미개최                    | ×                          | 라리사한 Top 20          | (2024년 베트남에서 설립) | 김주연 비키니                                 | ×                        |
| 2022 | 김한나                 | ↑미개최                          | 김수진                                       | 최미나수 1위             | 송채련                           | 이주연                 | 김도영 ×                       | 윤소희                     | 김민정 ×                 | 김송이 프레스 3위      | ×                          | ×                          | (2023년 베트남에서 설립) | (2024년 베트남에서 설립) | 박승은                                        | ×                        |
| 2021 | 김지수                 | 홍태라 드레스상                  | ↑미개최                                      | ×                        | 전혜수                           | 이지호                 | 이정현                         | ×                          | 김유민                   | ↑미개최                | ↑미개최                    | ↑미개최                    | (2023년 베트남에서 설립) | (2024년 베트남에서 설립) | 박주원                                        | ×                        |
| 2020 | 박하리                 | ↑미개최                          | ↑미개최                                      | ×                        | ↑미개최                          | 이현영                 | ↑미개최                        | ×                          | ↑미개최                  | ↑미개최                | ↑미개최                    | ×                          | (2023년 베트남에서 설립) | (2024년 베트남에서 설립) | 이서진                                        | ×                        |
| 2019 | 이연주                 | 임지연                           | ×                                            | 우희준 졸리웨이브        | 권휘                             | 박세림 ×               | 조가비 Top 20                  | ×                          | 조주현 아시아            | 이도정 Top 25          | ×                          | ×                          | (2023년 베트남에서 설립) | (2024년 베트남에서 설립) | ×                                             | ×                        |
| 2018 | 백지현                 | 조아 톱모델 4위                  | 서예진                                       | 송수현                   | 이은비 탤런트                    | 최민                   | 김서희                         | 정지교                     | ×                        | 레이첼박 Top 20        | ×                          | ×                          | (2023년 베트남에서 설립) | (2024년 베트남에서 설립) | ×                                             | (2019년 이집트에서 설립) |
| 2017 | 조세휘                 | 김하은 Top 10                    | 남승우 아시아                                | 이한나 우정상            | 김제니 1위                       | 박하영                 | 이수진 6위                     | 이지연 인터넷              | ×                        | ×                      | ×                          | ×                          | (2023년 베트남에서 설립) | (2024년 베트남에서 설립) | (2006년 터키에서 설립. 2018년 대회 이름 변경) | (2019년 이집트에서 설립) |
| 2016 | 김제니 우정상          | 왕현 Top 11                      | 김민정                                       | 이채영 Top 16            | 이다솔                           | 조예슬 Top 10          | 김연주                         | 김수현                     | ×                        | ×                      | ×                          | ×                          | (2023년 베트남에서 설립) | (2024년 베트남에서 설립) | (2006년 터키에서 설립. 2018년 대회 이름 변경) | (2019년 이집트에서 설립) |
| 2015 | 김서연                 | 정은주                           | 박아름 아시아                                | 한호정 민족의상 3        | ×                                | 이다솔                 | 조예슬 Top 17                  | 김재명 Top 15              | ×                        | 정지영 Top 20          | ×                          | ×                          | (2023년 베트남에서 설립) | (2024년 베트남에서 설립) | (2006년 터키에서 설립. 2018년 대회 이름 변경) | (2019년 이집트에서 설립) |
| 2014 | 유예빈                 | 송화영                           | 이서빈                                       | 신수민 Top 16            | 김민지                           | 성혜원                 | 인단비                         | ×                          | (2015년 이집트에서 설립) | 영하나                 | ×                          | ×                          | (2023년 베트남에서 설립) | (2024년 베트남에서 설립) | (2006년 터키에서 설립. 2018년 대회 이름 변경) | (2019년 이집트에서 설립) |
| 2013 | 김유미                 | 박민지                           | 한지은                                       | 최송이 4위               | ×                                | 김유리                 | 정혜원                         | ×                          | (2015년 이집트에서 설립) | 신수정 Top 20          | ×                          | ×                          | (2023년 베트남에서 설립) | (2024년 베트남에서 설립) | (2006년 터키에서 설립. 2018년 대회 이름 변경) | (2019년 이집트에서 설립) |
| 2012 | 이성혜                 | 김성민                           | 이정빈                                       | 김사라 Top 16            | ×                                | (2013년 태국에서 설립) | 정하은 ×                       | 백서아 포토제닉            | (2015년 이집트에서 설립) | (2013년 미국에서 설립) | ×                          | ×                          | (2023년 베트남에서 설립) | (2024년 베트남에서 설립) | (2006년 터키에서 설립. 2018년 대회 이름 변경) | (2019년 이집트에서 설립) |
| 2011 | 정소라                 | 도경민 Top 7 (5위)               | 김혜선                                       | 김이슬 미스 패션         | ×                                | (2013년 태국에서 설립) | 양예승 Top 15                  | 서연미                     | (2015년 이집트에서 설립) | (2013년 미국에서 설립) | ×                          | ×                          | (2023년 베트남에서 설립) | (2024년 베트남에서 설립) | (2006년 터키에서 설립. 2018년 대회 이름 변경) | (2019년 이집트에서 설립) |
| 2010 | 김주리                 | 김혜영                           | 고현영 Top 15                                | 이귀주 아오자이 5        | 유수정 Top 20 (10위)             | (2013년 태국에서 설립) | 장윤진                         | ×                          | (2015년 이집트에서 설립) | (2013년 미국에서 설립) | ×                          | 박재량                     | (2023년 베트남에서 설립) | (2024년 베트남에서 설립) | (2006년 터키에서 설립. 2018년 대회 이름 변경) | (2019년 이집트에서 설립) |
| 2009 | 나리                   | 김주리 Top 16                    | 서은미 2위                                   | 박예주 Top 16            | ×                                | (2013년 태국에서 설립) | 차예린 Top 15                  | 이조은                     | (2015년 이집트에서 설립) | (2013년 미국에서 설립) | ×                          | 미개최                     | (2023년 베트남에서 설립) | (2024년 베트남에서 설립) | (2006년 터키에서 설립. 2018년 대회 이름 변경) | (2019년 이집트에서 설립) |
| 2008 | 이지선                 | 최보인                           | 김민정                                       | 서설희 Top 16            | (2009년 파나마, 폴란드에서 설립) | (2013년 태국에서 설립) | 박은실 Top 15                  | 박혜진                     | (2015년 이집트에서 설립) | (2013년 미국에서 설립) | ×                          | 양영화                     | (2023년 베트남에서 설립) | (2024년 베트남에서 설립) | (2006년 터키에서 설립. 2018년 대회 이름 변경) | (2019년 이집트에서 설립) |
| 2007 | 이하늬 4위             | 조은주 드레스                    | 박가원 Top 15                                | 유지은 폰타나            | (2009년 파나마, 폴란드에서 설립) | (2013년 태국에서 설립) | 유한나 2위                     | ×                          | (2015년 이집트에서 설립) | (2013년 미국에서 설립) | ×                          | 송일영                     | (2023년 베트남에서 설립) | (2024년 베트남에서 설립) | (2006년 터키에서 설립. 2018년 대회 이름 변경) | (2019년 이집트에서 설립) |
| 2006 | 김주희                 | 박샤론                           | 장윤서 3위                                   | 박희정                   | (2009년 파나마, 폴란드에서 설립) | (2013년 태국에서 설립) | 송일영 Top 12                  | ×                          | (2015년 이집트에서 설립) | (2013년 미국에서 설립) | ×                          | ×                          | (2023년 베트남에서 설립) | (2024년 베트남에서 설립) | (2006년 터키에서 설립. 2018년 대회 이름 변경) | (2019년 이집트에서 설립) |
| 2005 | 김소영                 | 오은영 Top 6                     | 이경은                                       | 유혜미 Top 16            | (2009년 파나마, 폴란드에서 설립) | (2013년 태국에서 설립) | ×                              | ×                          | (2015년 이집트에서 설립) | (2013년 미국에서 설립) | (2006년 에콰도르에서 설립) | 윤진리                     | (2023년 베트남에서 설립) | (2024년 베트남에서 설립) | (2006년 터키에서 설립. 2018년 대회 이름 변경) | (2019년 이집트에서 설립) |
| 2004 | 최윤영                 | 한경진                           | 김인하 Top 15                                | 조혜진                   | (2009년 파나마, 폴란드에서 설립) | (2013년 태국에서 설립) | ×                              | ×                          | (2015년 이집트에서 설립) | (2013년 미국에서 설립) | (2006년 에콰도르에서 설립) | ×                          | (2023년 베트남에서 설립) | (2024년 베트남에서 설립) | (2006년 터키에서 설립. 2018년 대회 이름 변경) | (2019년 이집트에서 설립) |
| 2003 | 나리                   | 박지예                           | 신지수 Top 12                                | 오유미                   | (2009년 파나마, 폴란드에서 설립) | (2013년 태국에서 설립) | ×                              | (2004년 알바니아에서 설립) | (2015년 이집트에서 설립) | (2013년 미국에서 설립) | (2006년 에콰도르에서 설립) | ×                          | (2023년 베트남에서 설립) | (2024년 베트남에서 설립) | (2006년 터키에서 설립. 2018년 대회 이름 변경) | (2019년 이집트에서 설립) |
| 2002 | 김민경                 | 장유경 중도기권 ×                | 기윤주 Top 12                                | 이진아 민족의상          | (2009년 파나마, 폴란드에서 설립) | (2013년 태국에서 설립) | ×                              | (2004년 알바니아에서 설립) | (2015년 이집트에서 설립) | (2013년 미국에서 설립) | (2006년 에콰도르에서 설립) | ×                          | (2023년 베트남에서 설립) | (2024년 베트남에서 설립) | (2006년 터키에서 설립. 2018년 대회 이름 변경) | (2019년 이집트에서 설립) |
| 2001 | 김사랑 민족의상        | 서현진 드레스                    | 백명희 Top 15                                | ×                        | (2009년 파나마, 폴란드에서 설립) | (2013년 태국에서 설립) | ×                              | (2004년 알바니아에서 설립) | (2015년 이집트에서 설립) | (2013년 미국에서 설립) | (2006년 에콰도르에서 설립) | ×                          | (2023년 베트남에서 설립) | (2024년 베트남에서 설립) | (2006년 터키에서 설립. 2018년 대회 이름 변경) | (2019년 이집트에서 설립) |
| 2000 | 김연주                 | 신정선                           | 손태영 2위                                   | (2001년 필리핀에서 설립) | (2009년 파나마, 폴란드에서 설립) | (2013년 태국에서 설립) | ×                              | (2004년 알바니아에서 설립) | (2015년 이집트에서 설립) | (2013년 미국에서 설립) | (2006년 에콰도르에서 설립) | ×                          | (2023년 베트남에서 설립) | (2024년 베트남에서 설립) | (2006년 터키에서 설립. 2018년 대회 이름 변경) | (2019년 이집트에서 설립) |
| 1999 | 최지현                 | 한나나                           | 이재원                                       | (2001년 필리핀에서 설립) | (2009년 파나마, 폴란드에서 설립) | (2013년 태국에서 설립) | ×                              | (2004년 알바니아에서 설립) | (2015년 이집트에서 설립) | (2013년 미국에서 설립) | (2006년 에콰도르에서 설립) | ×                          | (2023년 베트남에서 설립) | (2024년 베트남에서 설립) | (2006년 터키에서 설립. 2018년 대회 이름 변경) | (2019년 이집트에서 설립) |
| 1998 | 김지연                 | 김건우                           | 조혜영 Top 15                                | (2001년 필리핀에서 설립) | (2009년 파나마, 폴란드에서 설립) | (2013년 태국에서 설립) | ×                              | (2004년 알바니아에서 설립) | (2015년 이집트에서 설립) | (2013년 미국에서 설립) | (2006년 에콰도르에서 설립) | ×                          | (2023년 베트남에서 설립) | (2024년 베트남에서 설립) | (2006년 터키에서 설립. 2018년 대회 이름 변경) | (2019년 이집트에서 설립) |
| 1997 | 이은희                 | 김진아                           | 김량희 Top 15                                | (2001년 필리핀에서 설립) | (2009년 파나마, 폴란드에서 설립) | (2013년 태국에서 설립) | ×                              | (2004년 알바니아에서 설립) | (2015년 이집트에서 설립) | (2013년 미국에서 설립) | (2006년 에콰도르에서 설립) | ×                          | (2023년 베트남에서 설립) | (2024년 베트남에서 설립) | (2006년 터키에서 설립. 2018년 대회 이름 변경) | (2019년 이집트에서 설립) |
| 1996 | 김윤정                 | 설수진                           | 김정화 Top 15                                | (2001년 필리핀에서 설립) | (2009년 파나마, 폴란드에서 설립) | (2013년 태국에서 설립) | ×                              | (2004년 알바니아에서 설립) | (2015년 이집트에서 설립) | (2013년 미국에서 설립) | (2006년 에콰도르에서 설립) | ×                          | (2023년 베트남에서 설립) | (2024년 베트남에서 설립) | (2006년 터키에서 설립. 2018년 대회 이름 변경) | (2019년 이집트에서 설립) |
| 1995 | 한성주                 | 최윤영 Top 5                     | 이유리 Top 15                                | (2001년 필리핀에서 설립) | (2009년 파나마, 폴란드에서 설립) | (2013년 태국에서 설립) | ×                              | (2004년 알바니아에서 설립) | (2015년 이집트에서 설립) | (2013년 미국에서 설립) | (2006년 에콰도르에서 설립) | ×                          | (2023년 베트남에서 설립) | (2024년 베트남에서 설립) | (2006년 터키에서 설립. 2018년 대회 이름 변경) | (2019년 이집트에서 설립) |
| 1994 | 궁선영                 | 채연희                           | 성현아 Top 15                                | (2001년 필리핀에서 설립) | (2009년 파나마, 폴란드에서 설립) | (2013년 태국에서 설립) | ×                              | (2004년 알바니아에서 설립) | (2015년 이집트에서 설립) | (2013년 미국에서 설립) | (2006년 에콰도르에서 설립) | ×                          | (2023년 베트남에서 설립) | (2024년 베트남에서 설립) | (2006년 터키에서 설립. 2018년 대회 이름 변경) | (2019년 이집트에서 설립) |
| 1993 | 유하영                 | 이승연 Top 10                    | 장은영 Top 15                                | (2001년 필리핀에서 설립) | (2009년 파나마, 폴란드에서 설립) | (2013년 태국에서 설립) | ×                              | (2004년 알바니아에서 설립) | (2015년 이집트에서 설립) | (2013년 미국에서 설립) | (2006년 에콰도르에서 설립) | ×                          | (2023년 베트남에서 설립) | (2024년 베트남에서 설립) | (2006년 터키에서 설립. 2018년 대회 이름 변경) | (2019년 이집트에서 설립) |
| 1992 | 이영현                 | 이미영                           | 염정아 3위                                   | (2001년 필리핀에서 설립) | (2009년 파나마, 폴란드에서 설립) | (2013년 태국에서 설립) | ×                              | (2004년 알바니아에서 설립) | (2015년 이집트에서 설립) | (2013년 미국에서 설립) | (2006년 에콰도르에서 설립) | (2001년 마이애미에서 설립) | (2023년 베트남에서 설립) | (2024년 베트남에서 설립) | (2006년 터키에서 설립. 2018년 대회 이름 변경) | (2019년 이집트에서 설립) |
| 1991 | 서정민                 | 김태화                           | 권정주 Top 15                                | (2001년 필리핀에서 설립) | (2009년 파나마, 폴란드에서 설립) | (2013년 태국에서 설립) | ×                              | (2004년 알바니아에서 설립) | (2015년 이집트에서 설립) | (2013년 미국에서 설립) | (2006년 에콰도르에서 설립) | (2001년 마이애미에서 설립) | (2023년 베트남에서 설립) | (2024년 베트남에서 설립) | (2006년 터키에서 설립. 2018년 대회 이름 변경) | (2019년 이집트에서 설립) |
| 1990 | 오현경                 | 고현정                           | 신소영                                       | (2001년 필리핀에서 설립) | (2009년 파나마, 폴란드에서 설립) | (2013년 태국에서 설립) | ×                              | (2004년 알바니아에서 설립) | (2015년 이집트에서 설립) | (2013년 미국에서 설립) | (2006년 에콰도르에서 설립) | (2001년 마이애미에서 설립) | (2023년 베트남에서 설립) | (2024년 베트남에서 설립) | (2006년 터키에서 설립. 2018년 대회 이름 변경) | (2019년 이집트에서 설립) |
| 1989 | 김성령                 | 김혜리                           | 김희정 Top 15                                | (2001년 필리핀에서 설립) | (2009년 파나마, 폴란드에서 설립) | (2013년 태국에서 설립) | ×                              | (2004년 알바니아에서 설립) | (2015년 이집트에서 설립) | (2013년 미국에서 설립) | (2006년 에콰도르에서 설립) | (2001년 마이애미에서 설립) | (2023년 베트남에서 설립) | (2024년 베트남에서 설립) | (2006년 터키에서 설립. 2018년 대회 이름 변경) | (2019년 이집트에서 설립) |
| 1988 | 장윤정 2위             | 최연희 2위                       | 이윤희 Top 15                                | (2001년 필리핀에서 설립) | (2009년 파나마, 폴란드에서 설립) | (2013년 태국에서 설립) | ×                              | (2004년 알바니아에서 설립) | (2015년 이집트에서 설립) | (2013년 미국에서 설립) | (2006년 에콰도르에서 설립) | (2001년 마이애미에서 설립) | (2023년 베트남에서 설립) | (2024년 베트남에서 설립) | (2006년 터키에서 설립. 2018년 대회 이름 변경) | (2019년 이집트에서 설립) |
| 1987 | 김지은                 | 정명선                           | 정화선                                       | (2001년 필리핀에서 설립) | (2009년 파나마, 폴란드에서 설립) | (2013년 태국에서 설립) | ×                              | (2004년 알바니아에서 설립) | (2015년 이집트에서 설립) | (2013년 미국에서 설립) | (2006년 에콰도르에서 설립) | (2001년 마이애미에서 설립) | (2023년 베트남에서 설립) | (2024년 베트남에서 설립) | (2006년 터키에서 설립. 2018년 대회 이름 변경) | (2019년 이집트에서 설립) |
| 1986 | 배영란                 | 안정미                           | 김윤정                                       | (2001년 필리핀에서 설립) | (2009년 파나마, 폴란드에서 설립) | (2013년 태국에서 설립) | ×                              | (2004년 알바니아에서 설립) | (2015년 이집트에서 설립) | (2013년 미국에서 설립) | (2006년 에콰도르에서 설립) | (2001년 마이애미에서 설립) | (2023년 베트남에서 설립) | (2024년 베트남에서 설립) | (2006년 터키에서 설립. 2018년 대회 이름 변경) | (2019년 이집트에서 설립) |
| 1985 | 최영옥                 | 박은경                           | 장시화                                       | (2001년 필리핀에서 설립) | (2009년 파나마, 폴란드에서 설립) | (2013년 태국에서 설립) | ↑미개최                        | (2004년 알바니아에서 설립) | (2015년 이집트에서 설립) | (2013년 미국에서 설립) | (2006년 에콰도르에서 설립) | (2001년 마이애미에서 설립) | (2023년 베트남에서 설립) | (2024년 베트남에서 설립) | (2006년 터키에서 설립. 2018년 대회 이름 변경) | (2019년 이집트에서 설립) |
| 1984 | 임미숙                 | 이주희                           | 김경리                                       | (2001년 필리핀에서 설립) | (2009년 파나마, 폴란드에서 설립) | (2013년 태국에서 설립) | ↑미개최                        | (2004년 알바니아에서 설립) | (2015년 이집트에서 설립) | (2013년 미국에서 설립) | (2006년 에콰도르에서 설립) | (2001년 마이애미에서 설립) | (2023년 베트남에서 설립) | (2024년 베트남에서 설립) | (2006년 터키에서 설립. 2018년 대회 이름 변경) | (2019년 이집트에서 설립) |
| 1983 | 김종중 민족의상        | 서민숙                           | 정영순 Top 15                                | (2001년 필리핀에서 설립) | (2009년 파나마, 폴란드에서 설립) | (2013년 태국에서 설립) | ×                              | (2004년 알바니아에서 설립) | (2015년 이집트에서 설립) | (2013년 미국에서 설립) | (2006년 에콰도르에서 설립) | (2001년 마이애미에서 설립) | (2023년 베트남에서 설립) | (2024년 베트남에서 설립) | (2006년 터키에서 설립. 2018년 대회 이름 변경) | (2019년 이집트에서 설립) |
| 1982 | 박선희                 | 최성윤                           | 정애희                                       | (2001년 필리핀에서 설립) | (2009년 파나마, 폴란드에서 설립) | (2013년 태국에서 설립) | ×                              | (2004년 알바니아에서 설립) | (2015년 이집트에서 설립) | (2013년 미국에서 설립) | (2006년 에콰도르에서 설립) | (2001년 마이애미에서 설립) | (2023년 베트남에서 설립) | (2024년 베트남에서 설립) | (2006년 터키에서 설립. 2018년 대회 이름 변경) | (2019년 이집트에서 설립) |
| 1981 | 이은정 민족의상 3위    | 이한나                           | 박현주                                       | (2001년 필리핀에서 설립) | (2009년 파나마, 폴란드에서 설립) | (2013년 태국에서 설립) | ×                              | (2004년 알바니아에서 설립) | (2015년 이집트에서 설립) | (2013년 미국에서 설립) | (2006년 에콰도르에서 설립) | (2001년 마이애미에서 설립) | (2023년 베트남에서 설립) | (2024년 베트남에서 설립) | (2006년 터키에서 설립. 2018년 대회 이름 변경) | (2019년 이집트에서 설립) |
| 1980 | 김은정 Top 12          | 장혜지                           | 정나영                                       | (2001년 필리핀에서 설립) | (2009년 파나마, 폴란드에서 설립) | (2013년 태국에서 설립) | ×                              | (2004년 알바니아에서 설립) | (2015년 이집트에서 설립) | (2013년 미국에서 설립) | (2006년 에콰도르에서 설립) | (2001년 마이애미에서 설립) | (2023년 베트남에서 설립) | (2024년 베트남에서 설립) | (2006년 터키에서 설립. 2018년 대회 이름 변경) | (2019년 이집트에서 설립) |
| 1979 | 서재화                 | 홍여진                           | 김진선                                       | (2001년 필리핀에서 설립) | (2009년 파나마, 폴란드에서 설립) | (2013년 태국에서 설립) | ×                              | (2004년 알바니아에서 설립) | (2015년 이집트에서 설립) | (2013년 미국에서 설립) | (2006년 에콰도르에서 설립) | (2001년 마이애미에서 설립) | (2023년 베트남에서 설립) | (2024년 베트남에서 설립) | (2006년 터키에서 설립. 2018년 대회 이름 변경) | (2019년 이집트에서 설립) |
| 1978 | 손정은 민족의상 2위    | 제은진                           | 채정숙                                       | (2001년 필리핀에서 설립) | (2009년 파나마, 폴란드에서 설립) | (2013년 태국에서 설립) | 박경애                         | (2004년 알바니아에서 설립) | (2015년 이집트에서 설립) | (2013년 미국에서 설립) | (2006년 에콰도르에서 설립) | (2001년 마이애미에서 설립) | (2023년 베트남에서 설립) | (2024년 베트남에서 설립) | (2006년 터키에서 설립. 2018년 대회 이름 변경) | (2019년 이집트에서 설립) |
| 1977 | 김성희 민족의상        | 김순애                           | 신병옥                                       | (2001년 필리핀에서 설립) | (2009년 파나마, 폴란드에서 설립) | (2013년 태국에서 설립) | 정미희                         | (2004년 알바니아에서 설립) | (2015년 이집트에서 설립) | (2013년 미국에서 설립) | (2006년 에콰도르에서 설립) | (2001년 마이애미에서 설립) | (2023년 베트남에서 설립) | (2024년 베트남에서 설립) | (2006년 터키에서 설립. 2018년 대회 이름 변경) | (2019년 이집트에서 설립) |
| 1976 | 정광현                 | 신병숙                           | 한영애                                       | (2001년 필리핀에서 설립) | (2009년 파나마, 폴란드에서 설립) | (2013년 태국에서 설립) | ×                              | (2004년 알바니아에서 설립) | (2015년 이집트에서 설립) | (2013년 미국에서 설립) | (2006년 에콰도르에서 설립) | (2001년 마이애미에서 설립) | (2023년 베트남에서 설립) | (2024년 베트남에서 설립) | (2006년 터키에서 설립. 2018년 대회 이름 변경) | (2019년 이집트에서 설립) |
| 1975 | 서지혜                 | 이성희                           | 이형목 Top 15                                | (2001년 필리핀에서 설립) | (2009년 파나마, 폴란드에서 설립) | (2013년 태국에서 설립) | ×                              | (2004년 알바니아에서 설립) | (2015년 이집트에서 설립) | (2013년 미국에서 설립) | (2006년 에콰도르에서 설립) | (2001년 마이애미에서 설립) | (2023년 베트남에서 설립) | (2024년 베트남에서 설립) | (2006년 터키에서 설립. 2018년 대회 이름 변경) | (2019년 이집트에서 설립) |
| 1974 | 김은정 민족의상        | 심경숙                           | 강영숙 Top 15                                | (2001년 필리핀에서 설립) | (2009년 파나마, 폴란드에서 설립) | (2013년 태국에서 설립) | ×                              | (2004년 알바니아에서 설립) | (2015년 이집트에서 설립) | (2013년 미국에서 설립) | (2006년 에콰도르에서 설립) | (2001년 마이애미에서 설립) | (2023년 베트남에서 설립) | (2024년 베트남에서 설립) | (2006년 터키에서 설립. 2018년 대회 이름 변경) | (2019년 이집트에서 설립) |
| 1973 | 김영주                 | 안순영                           | 김매자                                       | (2001년 필리핀에서 설립) | (2009년 파나마, 폴란드에서 설립) | (2013년 태국에서 설립) | ×                              | (2004년 알바니아에서 설립) | (2015년 이집트에서 설립) | (2013년 미국에서 설립) | (2006년 에콰도르에서 설립) | (2001년 마이애미에서 설립) | (2023년 베트남에서 설립) | (2024년 베트남에서 설립) | (2006년 터키에서 설립. 2018년 대회 이름 변경) | (2019년 이집트에서 설립) |
| 1972 | 박연주                 | 정금옥 ×                         | 서윤희                                       | (2001년 필리핀에서 설립) | (2009년 파나마, 폴란드에서 설립) | (2013년 태국에서 설립) | ×                              | (2004년 알바니아에서 설립) | (2015년 이집트에서 설립) | (2013년 미국에서 설립) | (2006년 에콰도르에서 설립) | (2001년 마이애미에서 설립) | (2023년 베트남에서 설립) | (2024년 베트남에서 설립) | (2006년 터키에서 설립. 2018년 대회 이름 변경) | (2019년 이집트에서 설립) |
| 1971 | 노미애                 | 이영은                           | 최숙애                                       | (2001년 필리핀에서 설립) | (2009년 파나마, 폴란드에서 설립) | (2013년 태국에서 설립) | ×                              | (2004년 알바니아에서 설립) | (2015년 이집트에서 설립) | (2013년 미국에서 설립) | (2006년 에콰도르에서 설립) | (2001년 마이애미에서 설립) | (2023년 베트남에서 설립) | (2024년 베트남에서 설립) | (2006년 터키에서 설립. 2018년 대회 이름 변경) | (2019년 이집트에서 설립) |
| 1970 | 유영애                 | 이정희                           | 김인숙                                       | (2001년 필리핀에서 설립) | (2009년 파나마, 폴란드에서 설립) | (2013년 태국에서 설립) | (1971년 파나마, 독일에서 설립) | (2004년 알바니아에서 설립) | (2015년 이집트에서 설립) | (2013년 미국에서 설립) | (2006년 에콰도르에서 설립) | (2001년 마이애미에서 설립) | (2023년 베트남에서 설립) | (2024년 베트남에서 설립) | (2006년 터키에서 설립. 2018년 대회 이름 변경) | (2019년 이집트에서 설립) |
| 1969 | 임현정                 | 김승희                           | 김유경                                       | (2001년 필리핀에서 설립) | (2009년 파나마, 폴란드에서 설립) | (2013년 태국에서 설립) | (1971년 파나마, 독일에서 설립) | (2004년 알바니아에서 설립) | (2015년 이집트에서 설립) | (2013년 미국에서 설립) | (2006년 에콰도르에서 설립) | (2001년 마이애미에서 설립) | (2023년 베트남에서 설립) | (2024년 베트남에서 설립) | (2006년 터키에서 설립. 2018년 대회 이름 변경) | (2019년 이집트에서 설립) |
| 1968 | 김윤정                 | 이지은                           | 김희자 Top 15                                | (2001년 필리핀에서 설립) | (2009년 파나마, 폴란드에서 설립) | (2013년 태국에서 설립) | (1971년 파나마, 독일에서 설립) | (2004년 알바니아에서 설립) | (2015년 이집트에서 설립) | (2013년 미국에서 설립) | (2006년 에콰도르에서 설립) | (2001년 마이애미에서 설립) | (2023년 베트남에서 설립) | (2024년 베트남에서 설립) | (2006년 터키에서 설립. 2018년 대회 이름 변경) | (2019년 이집트에서 설립) |
| 1967 | 홍정애                 | 정영화                           | 진현수                                       | (2001년 필리핀에서 설립) | (2009년 파나마, 폴란드에서 설립) | (2013년 태국에서 설립) | (1971년 파나마, 독일에서 설립) | (2004년 알바니아에서 설립) | (2015년 이집트에서 설립) | (2013년 미국에서 설립) | (2006년 에콰도르에서 설립) | (2001년 마이애미에서 설립) | (2023년 베트남에서 설립) | (2024년 베트남에서 설립) | (2006년 터키에서 설립. 2018년 대회 이름 변경) | (2019년 이집트에서 설립) |
| 1966 | 윤귀영                 | 정을선                           | ↑미개최                                      | (2001년 필리핀에서 설립) | (2009년 파나마, 폴란드에서 설립) | (2013년 태국에서 설립) | (1971년 파나마, 독일에서 설립) | (2004년 알바니아에서 설립) | (2015년 이집트에서 설립) | (2013년 미국에서 설립) | (2006년 에콰도르에서 설립) | (2001년 마이애미에서 설립) | (2023년 베트남에서 설립) | (2024년 베트남에서 설립) | (2006년 터키에서 설립. 2018년 대회 이름 변경) | (2019년 이집트에서 설립) |
| 1965 | 김은지                 | 이은아 Top 16                    | 김민진 Top 15                                | (2001년 필리핀에서 설립) | (2009년 파나마, 폴란드에서 설립) | (2013년 태국에서 설립) | (1971년 파나마, 독일에서 설립) | (2004년 알바니아에서 설립) | (2015년 이집트에서 설립) | (2013년 미국에서 설립) | (2006년 에콰도르에서 설립) | (2001년 마이애미에서 설립) | (2023년 베트남에서 설립) | (2024년 베트남에서 설립) | (2006년 터키에서 설립. 2018년 대회 이름 변경) | (2019년 이집트에서 설립) |
| 1964 | 신정현                 | 윤미희                           | 이혜진 Top 15                                | (2001년 필리핀에서 설립) | (2009년 파나마, 폴란드에서 설립) | (2013년 태국에서 설립) | (1971년 파나마, 독일에서 설립) | (2004년 알바니아에서 설립) | (2015년 이집트에서 설립) | (2013년 미국에서 설립) | (2006년 에콰도르에서 설립) | (2001년 마이애미에서 설립) | (2023년 베트남에서 설립) | (2024년 베트남에서 설립) | (2006년 터키에서 설립. 2018년 대회 이름 변경) | (2019년 이집트에서 설립) |
| 1963 | 김명자 5위             | 최금실 Top 14                    | 최유미 5위                                   | (2001년 필리핀에서 설립) | (2009년 파나마, 폴란드에서 설립) | (2013년 태국에서 설립) | (1971년 파나마, 독일에서 설립) | (2004년 알바니아에서 설립) | (2015년 이집트에서 설립) | (2013년 미국에서 설립) | (2006년 에콰도르에서 설립) | (2001년 마이애미에서 설립) | (2023년 베트남에서 설립) | (2024년 베트남에서 설립) | (2006년 터키에서 설립. 2018년 대회 이름 변경) | (2019년 이집트에서 설립) |
| 1962 | 서범주 Top 15          | 정태자                           | 손양자                                       | (2001년 필리핀에서 설립) | (2009년 파나마, 폴란드에서 설립) | (2013년 태국에서 설립) | (1971년 파나마, 독일에서 설립) | (2004년 알바니아에서 설립) | (2015년 이집트에서 설립) | (2013년 미국에서 설립) | (2006년 에콰도르에서 설립) | (2001년 마이애미에서 설립) | (2023년 베트남에서 설립) | (2024년 베트남에서 설립) | (2006년 터키에서 설립. 2018년 대회 이름 변경) | (2019년 이집트에서 설립) |
| 1961 | 서양희 Top 15          | 현창애                           | 이옥자                                       | (2001년 필리핀에서 설립) | (2009년 파나마, 폴란드에서 설립) | (2013년 태국에서 설립) | (1971년 파나마, 독일에서 설립) | (2004년 알바니아에서 설립) | (2015년 이집트에서 설립) | (2013년 미국에서 설립) | (2006년 에콰도르에서 설립) | (2001년 마이애미에서 설립) | (2023년 베트남에서 설립) | (2024년 베트남에서 설립) | (2006년 터키에서 설립. 2018년 대회 이름 변경) | (2019년 이집트에서 설립) |
| 1960 | 손미희자 Top 15        | 이영희 Top 10                    | 김정자                                       | (2001년 필리핀에서 설립) | (2009년 파나마, 폴란드에서 설립) | (2013년 태국에서 설립) | (1971년 파나마, 독일에서 설립) | (2004년 알바니아에서 설립) | (2015년 이집트에서 설립) | (2013년 미국에서 설립) | (2006년 에콰도르에서 설립) | (2001년 마이애미에서 설립) | (2023년 베트남에서 설립) | (2024년 베트남에서 설립) | (2006년 터키에서 설립. 2018년 대회 이름 변경) | (2019년 이집트에서 설립) |
| 1959 | 오현주 Top 15          | 서정애                           | (1960년 미국에서 설립, 1968년 일본으로 이전) | (2001년 필리핀에서 설립) | (2009년 파나마, 폴란드에서 설립) | (2013년 태국에서 설립) | (1971년 파나마, 독일에서 설립) | (2004년 알바니아에서 설립) | (2015년 이집트에서 설립) | (2013년 미국에서 설립) | (2006년 에콰도르에서 설립) | (2001년 마이애미에서 설립) | (2023년 베트남에서 설립) | (2024년 베트남에서 설립) | (2006년 터키에서 설립. 2018년 대회 이름 변경) | (2019년 이집트에서 설립) |
| 1958 | 오금순                 | ×                                | (1960년 미국에서 설립, 1968년 일본으로 이전) | (2001년 필리핀에서 설립) | (2009년 파나마, 폴란드에서 설립) | (2013년 태국에서 설립) | (1971년 파나마, 독일에서 설립) | (2004년 알바니아에서 설립) | (2015년 이집트에서 설립) | (2013년 미국에서 설립) | (2006년 에콰도르에서 설립) | (2001년 마이애미에서 설립) | (2023년 베트남에서 설립) | (2024년 베트남에서 설립) | (2006년 터키에서 설립. 2018년 대회 이름 변경) | (2019년 이집트에서 설립) |
| 1957 | 박현옥                 | ×                                | (1960년 미국에서 설립, 1968년 일본으로 이전) | (2001년 필리핀에서 설립) | (2009년 파나마, 폴란드에서 설립) | (2013년 태국에서 설립) | (1971년 파나마, 독일에서 설립) | (2004년 알바니아에서 설립) | (2015년 이집트에서 설립) | (2013년 미국에서 설립) | (2006년 에콰도르에서 설립) | (2001년 마이애미에서 설립) | (2023년 베트남에서 설립) | (2024년 베트남에서 설립) | (2006년 터키에서 설립. 2018년 대회 이름 변경) | (2019년 이집트에서 설립) |
| 1956 | ×                      | ×                                | (1960년 미국에서 설립, 1968년 일본으로 이전) | (2001년 필리핀에서 설립) | (2009년 파나마, 폴란드에서 설립) | (2013년 태국에서 설립) | (1971년 파나마, 독일에서 설립) | (2004년 알바니아에서 설립) | (2015년 이집트에서 설립) | (2013년 미국에서 설립) | (2006년 에콰도르에서 설립) | (2001년 마이애미에서 설립) | (2023년 베트남에서 설립) | (2024년 베트남에서 설립) | (2006년 터키에서 설립. 2018년 대회 이름 변경) | (2019년 이집트에서 설립) |
| 1955 | 김미정                 | ×                                | (1960년 미국에서 설립, 1968년 일본으로 이전) | (2001년 필리핀에서 설립) | (2009년 파나마, 폴란드에서 설립) | (2013년 태국에서 설립) | (1971년 파나마, 독일에서 설립) | (2004년 알바니아에서 설립) | (2015년 이집트에서 설립) | (2013년 미국에서 설립) | (2006년 에콰도르에서 설립) | (2001년 마이애미에서 설립) | (2023년 베트남에서 설립) | (2024년 베트남에서 설립) | (2006년 터키에서 설립. 2018년 대회 이름 변경) | (2019년 이집트에서 설립) |
| 1954 | 계선희                 | ×                                | (1960년 미국에서 설립, 1968년 일본으로 이전) | (2001년 필리핀에서 설립) | (2009년 파나마, 폴란드에서 설립) | (2013년 태국에서 설립) | (1971년 파나마, 독일에서 설립) | (2004년 알바니아에서 설립) | (2015년 이집트에서 설립) | (2013년 미국에서 설립) | (2006년 에콰도르에서 설립) | (2001년 마이애미에서 설립) | (2023년 베트남에서 설립) | (2024년 베트남에서 설립) | (2006년 터키에서 설립. 2018년 대회 이름 변경) | (2019년 이집트에서 설립) |
| 1953 | 강귀희 ×               | ×                                | (1960년 미국에서 설립, 1968년 일본으로 이전) | (2001년 필리핀에서 설립) | (2009년 파나마, 폴란드에서 설립) | (2013년 태국에서 설립) | (1971년 파나마, 독일에서 설립) | (2004년 알바니아에서 설립) | (2015년 이집트에서 설립) | (2013년 미국에서 설립) | (2006년 에콰도르에서 설립) | (2001년 마이애미에서 설립) | (2023년 베트남에서 설립) | (2024년 베트남에서 설립) | (2006년 터키에서 설립. 2018년 대회 이름 변경) | (2019년 이집트에서 설립) |
| 1952 | ×                      | ×                                | (1960년 미국에서 설립, 1968년 일본으로 이전) | (2001년 필리핀에서 설립) | (2009년 파나마, 폴란드에서 설립) | (2013년 태국에서 설립) | (1971년 파나마, 독일에서 설립) | (2004년 알바니아에서 설립) | (2015년 이집트에서 설립) | (2013년 미국에서 설립) | (2006년 에콰도르에서 설립) | (2001년 마이애미에서 설립) | (2023년 베트남에서 설립) | (2024년 베트남에서 설립) | (2006년 터키에서 설립. 2018년 대회 이름 변경) | (2019년 이집트에서 설립) |
| 1951 | (1952년 미국에서 설립) | ×                                | (1960년 미국에서 설립, 1968년 일본으로 이전) | (2001년 필리핀에서 설립) | (2009년 파나마, 폴란드에서 설립) | (2013년 태국에서 설립) | (1971년 파나마, 독일에서 설립) | (2004년 알바니아에서 설립) | (2015년 이집트에서 설립) | (2013년 미국에서 설립) | (2006년 에콰도르에서 설립) | (2001년 마이애미에서 설립) | (2023년 베트남에서 설립) | (2024년 베트남에서 설립) | (2006년 터키에서 설립. 2018년 대회 이름 변경) | (2019년 이집트에서 설립) |
| 1950 | (1952년 미국에서 설립) | (1951년 잉글랜드, 영국에서 설립) | (1960년 미국에서 설립, 1968년 일본으로 이전) | (2001년 필리핀에서 설립) | (2009년 파나마, 폴란드에서 설립) | (2013년 태국에서 설립) | (1971년 파나마, 독일에서 설립) | (2004년 알바니아에서 설립) | (2015년 이집트에서 설립) | (2013년 미국에서 설립) | (2006년 에콰도르에서 설립) | (2001년 마이애미에서 설립) | (2023년 베트남에서 설립) | (2024년 베트남에서 설립) | (2006년 터키에서 설립. 2018년 대회 이름 변경) | (2019년 이집트에서 설립) |

× 참가하지 않음

↑ 대회가 개최되지 않음
| 미인대회 이름            | 배치 | 최상의 결과      |
| ------------------------ | ---- | ---------------- |
| 미스 유니버스            | 8    | 2위 (1988)       |
| 미스 월드                | 11   | 2위 (1988)       |
| 미스 인터내셔널          | 26   | 2위 (2000, 2009) |
| 미스 어스                | 9    | 1위 (2022)       |
| 미스 수프라내셔널        | 3    | 1위 (2017)       |
| 미스 그랜드 인터내셔널   | 1    | Top 10 (2016)    |
| 미스 인터콘티넨탈        | 8    | 2위 (2007)       |
| 더 미스 글로브           | 1    | Top 15 (2015)    |
| 미스 에코 인터내셔널     | 0    | 특별상 (2019)    |
| 미스 글로벌              | 5    | Top 20 (2018)    |
| 미스 유나이티드 콘티넨츠 | 0    | 미출전 (2013~)   |
| 톱 모델 오브 더 월드     | 2    | Top 16 (2025)    |
| 미스 참 인터내셔널       | 1    | Top 20 (2023)    |
| 미스 코스모 인터내셔널   | 0    | 미출전 (2024~)   |
| 미스 아우라 인터내셔널   | 1    | Top 20 (2024)    |
| 미스 에코 틴 인터내셔널  | 0    | 미출전 (2019~)   |
| 총                       | 76   | 2 타이틀         |

## 배치
| 대회 이름              | 배치 | 최고의 결과       |
| ---------------------- | --- | ----------------- |
| 미스 유니버스          | 8 (1959 • 1960 • 1961 • 1962 • 1963 • 1980 • 1988 • 2007) | 2위 (1988)        |
| 미스 월드              | 11 (1960 • 1963 • 1965 • 1988 • 1993 • 1995 • 2005 • 2009 • 2011 • 2016 • 2017) | 2위 (1988)        |
| 미스 인터내셔널        | 26 (1963 • 1964 • 1965 • 1968 • 1974 • 1975 • 1983 • 1988 • 1989 • 1991 • 1992 • 1993 • 1994 • 1995 • 1996 • 1997 • 1998 • 2000 • 2001 • 2002 • 2003 • 2004 • 2006 • 2007 • 2009 • 2010) | 2위 (2000 • 2009) |
| 미스 어스              | 9 (2005 • 2008 • 2009 • 2012 • 2013 • 2014 • 2016 • 2022 • 2024) | 1위 (2022)        |
| 미스 수프라내셔널      | 3 (2010 • 2017 • 2025) | 1위 (2017)        |
| 미스 그랜드 인터내셔널 | 1 (2016) | Top 10 (2016)     |
| 총                     | 58 | 2 타이틀          |

| 대회 이름              | 총 | 1위      | 2위             | 3위             | 4위      | 5/6위    | Top 5/8                | Top 10/40 |
| ---------------------- | -- | -------- | --------------- | --------------- | -------- | -------- | ---------------------- | --- |
| 미스 유니버스          | 8  | ×        | 1 (1988)        | ×               | 1 (2007) | 1 (1963) | ×                      | 5 (1959 • 1960 • 1961 • 1962 • 1980) |
| 미스 월드              | 11 | ×        | 1 (1988)        | ×               | ×        | ×        | 3 (1995 • 2005 • 2011) | 7 (1960 • 1963 • 1965 • 1993 • 2009 • 2016 • 2017) |
| 미스 인터내셔널        | 26 | ×        | 2 (2000 • 2009) | 2 (1992 • 2006) | ×        | 1 (1963) | ×                      | 21 (1964 • 1965 • 1968 • 1974 • 1975 • 1983 • 1988 • 1989 • 1991 • 1993 • 1994 • 1995 • 1996 • 1997 • 1998 • 2001 • 2002 • 2003 • 2004 • 2007 • 2010) |
| 미스 어스              | 9  | 1 (2022) | ×               | ×               | 1 (2013) | ×        | ×                      | 7 (2005 • 2008 • 2009 • 2012 • 2014 • 2016 • 2024) |
| 미스 수프라내셔널      | 3  | 1 (2017) | ×               | ×               | ×        | ×        | ×                      | 2 (2010 • 2025) |
| 미스 그랜드 인터내셔널 | 1  | ×        | ×               | ×               | ×        | ×        | ×                      | 1 (2016) |
| 총                     | 58 | 2        | 4               | 2               | 2        | 2        | 3                      | 43 |

## 국제 미남대회 한국대표 명단
국제 남자 미인대회에 참가하는 한국 대표들의 명단과 순위이다 .
우승
- 미스터 인터내셔널 2017

- 미스터 글로벌 2019

- 맨 오브 더 월드 2019, 2023

- 맨 오브 더 이어 2019

- 미스터 프렌드십 인터내셔널 2022

### 프랜차이즈
| 프랜차이즈 |
| --- |
| 목록 - - 맨헌트 코리아 – 맨헌트 인터내셔널 (2020–현재). - 미스터 월드 코리아 – 미스터 월드 (2014–현재). - 미스터 인터내셔널 코리아 – 미스터 인터내셔널 (2007–현재), 미스터 글로벌 (2014–현재), 미스터 수프라내셔널 (2018–현재), 맨 오브 더 월드 (2017–현재), 미스터 그랜드 인터내셔널 (2023–현재), 맨 오브 더 이어 (2018–현재), 미스터 프렌드십 인터내셔널 (2021–현재). - M.B, KOC, Kangwon Land – 맨헌트 인터내셔널 (2005–2008). - 청시네마 – 맨헌트 인터내셔널 (2011). - 한국일보 – 맨헌트 인터내셔널 (2010–2011), 미스터 월드 (2010). - 미스터 인터내셔널 코리아 – 미스터 모델 인터내셔널 (2016), 미스터 투어리즘 월드 (2018), 미스터 내셔널 유니버스 (2022). |

컬러 키
     : 우승자

     : 준우승

     : 톱 5/6위

     : 결승 진출자 또는 준결승 진출자

     : 특별상 수상자
| 년도 | 맨헌트 인터내셔널                               | 미스터 월드            | 미스터 인터내셔널                                 | 미스터 글로벌          | 미스터 수프라내셔널      | 맨 오브 더 월드                 | 미스터 유니버스 모델             | 미스터 투어리즘 월드   | 미스터 그랜드            | 맨 오브 더 이어              | 미스터 모델 인터내셔널 | 미스터 프렌드십        | 미스터 내셔널          | 미스터 유니버스        | 미스터 코스모            | 미스터 에코              |
| ---- | ----------------------------------------------- | ---------------------- | ------------------------------------------------- | ---------------------- | ------------------------ | ------------------------------- | -------------------------------- | ---------------------- | ------------------------ | ---------------------------- | ---------------------- | ---------------------- | ---------------------- | ---------------------- | ------------------------ | ------------------------ |
| 2025 | 김민재 페이스상                                 | TBA                    | TBA                                               | TBA                    | 이승찬 탤런트상          | 전형식 정장 3                   | TBA                              | ×                      | TBA                      | TBA                          | ×                      | TBA                    | ×                      | TBA                    | TBA                      | TBA                      |
| 2024 | 장윤성 페이스상                                 | ×                      | 허준성 Top 10                                     | 윤현제 Top 11          | 조성현 톱모델 11         | 김민성 포토제닉 2               | ↑미개최                          | ↑미개최                | ↑미개최                  | 전원기 Top 8                 | ×                      | 이희윤                 | ×                      | 다니엘김 ×             | (2025년 베트남에서 설립) | (2025년 이집트에서 설립) |
| 2023 | ↑미개최                                         | ↑미개최                | 강호선 Top 20                                     | 임정윤 Top 10          | 이용우 4위               | 김진욱 1위                      | ↑미개최                          | ×                      | 황준성 5위               | 석보근 Top 8                 | ↑미개최                | 고준혁 Top 10          | 홍석진 ×               | (2024년 미국에서 설립) | (2025년 베트남에서 설립) | (2025년 이집트에서 설립) |
| 2022 | 장준혁 우정상                                   | ↑미개최                | 조재영                                            | 김희원 Top 5           | 한정완 Top 20 (11위)     | 우창욱 Top 10                   | ↑미개최                          | ×                      | ×                        | 이주용 4위                   | ↑미개최                | 유병은 1위             | 김동훈 3위             | (2024년 미국에서 설립) | (2025년 베트남에서 설립) | (2025년 이집트에서 설립) |
| 2021 | ↑미개최                                         | ↑미개최                | ↑미개최                                           | 신동우 3위             | 조영동 우정상            | ↑미개최                         | ↑미개최                          | 이태순 우정상          | 최서준 Top 18            | ↑미개최                      | ×                      | 우창욱                 | ↑미개최                | (2024년 미국에서 설립) | (2025년 베트남에서 설립) | (2025년 이집트에서 설립) |
| 2020 | 홍제민                                          | ↑미개최                | ↑미개최                                           | ↑미개최                | ↑미개최                  | ↑미개최                         | ↑미개최                          | ↑미개최                | ↑미개최                  | ↑미개최                      | ↑미개최                | (2021년 태국에서 설립) | ↑미개최                | (2024년 미국에서 설립) | (2025년 베트남에서 설립) | (2025년 이집트에서 설립) |
| 2019 | ↑미개최                                         | 나기욱                 | ↑미개최                                           | 김종우 1위             | 우창욱                   | 김진규 1위 (임명)               | ×                                | ×                      | ×                        | 이호진 1위                   | ×                      | (2021년 태국에서 설립) | ×                      | (2024년 미국에서 설립) | (2025년 베트남에서 설립) | (2025년 이집트에서 설립) |
| 2018 | ×                                               | ↑미개최                | 황대웅 Top 15                                     | 강두형 Top 16 (Top10)  | 박청우                   | 김길환 Top 10                   | ×                                | 백준현 런웨이모델2위   | 권진선                   | 장윤성 Top 10                | ×                      | (2021년 태국에서 설립) | ×                      | (2024년 미국에서 설립) | (2025년 베트남에서 설립) | (2025년 이집트에서 설립) |
| 2017 | 김성민                                          | ↑미개최                | 이승환 1위                                        | 유수재 Top 16          | 김영근 ×                 | 정구영 Top 18                   | ×                                | ×                      | ×                        | ×                            | ×                      | (2021년 태국에서 설립) | ×                      | (2024년 미국에서 설립) | (2025년 베트남에서 설립) | (2025년 이집트에서 설립) |
| 2016 | 한상헌 스테이지 모델                            | 서영석                 | 정구영                                            | 김기종 Top 10          | ×                        | (2017년 필리핀 마닐라에서 설립) | ×                                | ×                      | (2017년 필리핀에서 설립) | ×                            | 최병준 Top 17          | (2021년 태국에서 설립) | (2017년 태국에서 설립) | (2024년 미국에서 설립) | (2025년 베트남에서 설립) | (2025년 이집트에서 설립) |
| 2015 | ↑미개최                                         | ↑미개최                | 이상진 3위                                        | 윤태호 모델상          | (2016년 폴란드에서 설립) | (2017년 필리핀 마닐라에서 설립) | ×                                | (2016년 영국에서 설립) | (2017년 필리핀에서 설립) | (2016년 인도네시아에서 설립) | ×                      | (2021년 태국에서 설립) | (2017년 태국에서 설립) | (2024년 미국에서 설립) | (2025년 베트남에서 설립) | (2025년 이집트에서 설립) |
| 2014 | ↑미개최                                         | 임재연                 | 박영호 Top 10                                     | 이준호 3위             | (2016년 폴란드에서 설립) | (2017년 필리핀 마닐라에서 설립) | ×                                | (2016년 영국에서 설립) | (2017년 필리핀에서 설립) | (2016년 인도네시아에서 설립) | ×                      | (2021년 태국에서 설립) | (2017년 태국에서 설립) | (2024년 미국에서 설립) | (2025년 베트남에서 설립) | (2025년 이집트에서 설립) |
| 2013 | ↑미개최                                         | ↑미개최                | 김재혁                                            | (2014년 태국에서 설립) | (2016년 폴란드에서 설립) | (2017년 필리핀 마닐라에서 설립) | ×                                | (2016년 영국에서 설립) | (2017년 필리핀에서 설립) | (2016년 인도네시아에서 설립) | ×                      | (2021년 태국에서 설립) | (2017년 태국에서 설립) | (2024년 미국에서 설립) | (2025년 베트남에서 설립) | (2025년 이집트에서 설립) |
| 2012 | ×                                               | ×                      | 김도엽 Top 10                                     | (2014년 태국에서 설립) | (2016년 폴란드에서 설립) | (2017년 필리핀 마닐라에서 설립) | ×                                | (2016년 영국에서 설립) | (2017년 필리핀에서 설립) | (2016년 인도네시아에서 설립) | (2013년 미국에서 설립) | (2021년 태국에서 설립) | (2017년 태국에서 설립) | (2024년 미국에서 설립) | (2025년 베트남에서 설립) | (2025년 이집트에서 설립) |
| 2011 | 이용범 Top 15                                   | ↑미개최                | 오지성 Top 10                                     | (2014년 태국에서 설립) | (2016년 폴란드에서 설립) | (2017년 필리핀 마닐라에서 설립) | 서상우 민족의상                  | (2016년 영국에서 설립) | (2017년 필리핀에서 설립) | (2016년 인도네시아에서 설립) | (2013년 미국에서 설립) | (2021년 태국에서 설립) | (2017년 태국에서 설립) | (2024년 미국에서 설립) | (2025년 베트남에서 설립) | (2025년 이집트에서 설립) |
| 2010 | 박현우 우정상                                   | 류지광 Top 15 (7위)    | 김기종                                            | (2014년 태국에서 설립) | (2016년 폴란드에서 설립) | (2017년 필리핀 마닐라에서 설립) | ×                                | (2016년 영국에서 설립) | (2017년 필리핀에서 설립) | (2016년 인도네시아에서 설립) | (2013년 미국에서 설립) | (2021년 태국에서 설립) | (2017년 태국에서 설립) | (2024년 미국에서 설립) | (2025년 베트남에서 설립) | (2025년 이집트에서 설립) |
| 2009 | ↑미개최                                         | ↑미개최                | 백주석                                            | (2014년 태국에서 설립) | (2016년 폴란드에서 설립) | (2017년 필리핀 마닐라에서 설립) | ×                                | (2016년 영국에서 설립) | (2017년 필리핀에서 설립) | (2016년 인도네시아에서 설립) | (2013년 미국에서 설립) | (2021년 태국에서 설립) | (2017년 태국에서 설립) | (2024년 미국에서 설립) | (2025년 베트남에서 설립) | (2025년 이집트에서 설립) |
| 2008 | 이재환 4위                                      | ↑미개최                | 박정완                                            | (2014년 태국에서 설립) | (2016년 폴란드에서 설립) | (2017년 필리핀 마닐라에서 설립) | ×                                | (2016년 영국에서 설립) | (2017년 필리핀에서 설립) | (2016년 인도네시아에서 설립) | (2013년 미국에서 설립) | (2021년 태국에서 설립) | (2017년 태국에서 설립) | (2024년 미국에서 설립) | (2025년 베트남에서 설립) | (2025년 이집트에서 설립) |
| 2007 | 정주섭 Top 16                                   | ×                      | 오종성 2위                                        | (2014년 태국에서 설립) | (2016년 폴란드에서 설립) | (2017년 필리핀 마닐라에서 설립) | (2008년 도미니카공화국에서 설립) | (2016년 영국에서 설립) | (2017년 필리핀에서 설립) | (2016년 인도네시아에서 설립) | (2013년 미국에서 설립) | (2021년 태국에서 설립) | (2017년 태국에서 설립) | (2024년 미국에서 설립) | (2025년 베트남에서 설립) | (2025년 이집트에서 설립) |
| 2006 | 신호철 아시아 2위                               | ↑미개최                | ×                                                 | (2014년 태국에서 설립) | (2016년 폴란드에서 설립) | (2017년 필리핀 마닐라에서 설립) | (2008년 도미니카공화국에서 설립) | (2016년 영국에서 설립) | (2017년 필리핀에서 설립) | (2016년 인도네시아에서 설립) | (2013년 미국에서 설립) | (2021년 태국에서 설립) | (2017년 태국에서 설립) | (2024년 미국에서 설립) | (2025년 베트남에서 설립) | (2025년 이집트에서 설립) |
| 2005 | 이승환 Top 15                                   | ↑미개최                | (2006년 싱가포르에서 설립 , 2022년 태국으로 이전) | (2014년 태국에서 설립) | (2016년 폴란드에서 설립) | (2017년 필리핀 마닐라에서 설립) | (2008년 도미니카공화국에서 설립) | (2016년 영국에서 설립) | (2017년 필리핀에서 설립) | (2016년 인도네시아에서 설립) | (2013년 미국에서 설립) | (2021년 태국에서 설립) | (2017년 태국에서 설립) | (2024년 미국에서 설립) | (2025년 베트남에서 설립) | (2025년 이집트에서 설립) |
| 2004 | ↑미개최                                         | ↑미개최                | (2006년 싱가포르에서 설립 , 2022년 태국으로 이전) | (2014년 태국에서 설립) | (2016년 폴란드에서 설립) | (2017년 필리핀 마닐라에서 설립) | (2008년 도미니카공화국에서 설립) | (2016년 영국에서 설립) | (2017년 필리핀에서 설립) | (2016년 인도네시아에서 설립) | (2013년 미국에서 설립) | (2021년 태국에서 설립) | (2017년 태국에서 설립) | (2024년 미국에서 설립) | (2025년 베트남에서 설립) | (2025년 이집트에서 설립) |
| 2003 | ↑미개최                                         | ×                      | (2006년 싱가포르에서 설립 , 2022년 태국으로 이전) | (2014년 태국에서 설립) | (2016년 폴란드에서 설립) | (2017년 필리핀 마닐라에서 설립) | (2008년 도미니카공화국에서 설립) | (2016년 영국에서 설립) | (2017년 필리핀에서 설립) | (2016년 인도네시아에서 설립) | (2013년 미국에서 설립) | (2021년 태국에서 설립) | (2017년 태국에서 설립) | (2024년 미국에서 설립) | (2025년 베트남에서 설립) | (2025년 이집트에서 설립) |
| 2002 | ×                                               | ↑미개최                | (2006년 싱가포르에서 설립 , 2022년 태국으로 이전) | (2014년 태국에서 설립) | (2016년 폴란드에서 설립) | (2017년 필리핀 마닐라에서 설립) | (2008년 도미니카공화국에서 설립) | (2016년 영국에서 설립) | (2017년 필리핀에서 설립) | (2016년 인도네시아에서 설립) | (2013년 미국에서 설립) | (2021년 태국에서 설립) | (2017년 태국에서 설립) | (2024년 미국에서 설립) | (2025년 베트남에서 설립) | (2025년 이집트에서 설립) |
| 2001 | ×                                               | ↑미개최                | (2006년 싱가포르에서 설립 , 2022년 태국으로 이전) | (2014년 태국에서 설립) | (2016년 폴란드에서 설립) | (2017년 필리핀 마닐라에서 설립) | (2008년 도미니카공화국에서 설립) | (2016년 영국에서 설립) | (2017년 필리핀에서 설립) | (2016년 인도네시아에서 설립) | (2013년 미국에서 설립) | (2021년 태국에서 설립) | (2017년 태국에서 설립) | (2024년 미국에서 설립) | (2025년 베트남에서 설립) | (2025년 이집트에서 설립) |
| 2000 | ×                                               | ×                      | (2006년 싱가포르에서 설립 , 2022년 태국으로 이전) | (2014년 태국에서 설립) | (2016년 폴란드에서 설립) | (2017년 필리핀 마닐라에서 설립) | (2008년 도미니카공화국에서 설립) | (2016년 영국에서 설립) | (2017년 필리핀에서 설립) | (2016년 인도네시아에서 설립) | (2013년 미국에서 설립) | (2021년 태국에서 설립) | (2017년 태국에서 설립) | (2024년 미국에서 설립) | (2025년 베트남에서 설립) | (2025년 이집트에서 설립) |
| 1999 | ×                                               | ↑미개최                | (2006년 싱가포르에서 설립 , 2022년 태국으로 이전) | (2014년 태국에서 설립) | (2016년 폴란드에서 설립) | (2017년 필리핀 마닐라에서 설립) | (2008년 도미니카공화국에서 설립) | (2016년 영국에서 설립) | (2017년 필리핀에서 설립) | (2016년 인도네시아에서 설립) | (2013년 미국에서 설립) | (2021년 태국에서 설립) | (2017년 태국에서 설립) | (2024년 미국에서 설립) | (2025년 베트남에서 설립) | (2025년 이집트에서 설립) |
| 1998 | ×                                               | ×                      | (2006년 싱가포르에서 설립 , 2022년 태국으로 이전) | (2014년 태국에서 설립) | (2016년 폴란드에서 설립) | (2017년 필리핀 마닐라에서 설립) | (2008년 도미니카공화국에서 설립) | (2016년 영국에서 설립) | (2017년 필리핀에서 설립) | (2016년 인도네시아에서 설립) | (2013년 미국에서 설립) | (2021년 태국에서 설립) | (2017년 태국에서 설립) | (2024년 미국에서 설립) | (2025년 베트남에서 설립) | (2025년 이집트에서 설립) |
| 1997 | ×                                               | ↑미개최                | (2006년 싱가포르에서 설립 , 2022년 태국으로 이전) | (2014년 태국에서 설립) | (2016년 폴란드에서 설립) | (2017년 필리핀 마닐라에서 설립) | (2008년 도미니카공화국에서 설립) | (2016년 영국에서 설립) | (2017년 필리핀에서 설립) | (2016년 인도네시아에서 설립) | (2013년 미국에서 설립) | (2021년 태국에서 설립) | (2017년 태국에서 설립) | (2024년 미국에서 설립) | (2025년 베트남에서 설립) | (2025년 이집트에서 설립) |
| 1996 | ↑미개최                                         | ×                      | (2006년 싱가포르에서 설립 , 2022년 태국으로 이전) | (2014년 태국에서 설립) | (2016년 폴란드에서 설립) | (2017년 필리핀 마닐라에서 설립) | (2008년 도미니카공화국에서 설립) | (2016년 영국에서 설립) | (2017년 필리핀에서 설립) | (2016년 인도네시아에서 설립) | (2013년 미국에서 설립) | (2021년 태국에서 설립) | (2017년 태국에서 설립) | (2024년 미국에서 설립) | (2025년 베트남에서 설립) | (2025년 이집트에서 설립) |
| 1995 | ×                                               | (1996년 영국에서 설립) | (2006년 싱가포르에서 설립 , 2022년 태국으로 이전) | (2014년 태국에서 설립) | (2016년 폴란드에서 설립) | (2017년 필리핀 마닐라에서 설립) | (2008년 도미니카공화국에서 설립) | (2016년 영국에서 설립) | (2017년 필리핀에서 설립) | (2016년 인도네시아에서 설립) | (2013년 미국에서 설립) | (2021년 태국에서 설립) | (2017년 태국에서 설립) | (2024년 미국에서 설립) | (2025년 베트남에서 설립) | (2025년 이집트에서 설립) |
| 1994 | ×                                               | (1996년 영국에서 설립) | (2006년 싱가포르에서 설립 , 2022년 태국으로 이전) | (2014년 태국에서 설립) | (2016년 폴란드에서 설립) | (2017년 필리핀 마닐라에서 설립) | (2008년 도미니카공화국에서 설립) | (2016년 영국에서 설립) | (2017년 필리핀에서 설립) | (2016년 인도네시아에서 설립) | (2013년 미국에서 설립) | (2021년 태국에서 설립) | (2017년 태국에서 설립) | (2024년 미국에서 설립) | (2025년 베트남에서 설립) | (2025년 이집트에서 설립) |
| 1993 | ×                                               | (1996년 영국에서 설립) | (2006년 싱가포르에서 설립 , 2022년 태국으로 이전) | (2014년 태국에서 설립) | (2016년 폴란드에서 설립) | (2017년 필리핀 마닐라에서 설립) | (2008년 도미니카공화국에서 설립) | (2016년 영국에서 설립) | (2017년 필리핀에서 설립) | (2016년 인도네시아에서 설립) | (2013년 미국에서 설립) | (2021년 태국에서 설립) | (2017년 태국에서 설립) | (2024년 미국에서 설립) | (2025년 베트남에서 설립) | (2025년 이집트에서 설립) |
| 1992 | (1993년 싱가포르에서 설립 , 2018년 호주로 이전) | (1996년 영국에서 설립) | (2006년 싱가포르에서 설립 , 2022년 태국으로 이전) | (2014년 태국에서 설립) | (2016년 폴란드에서 설립) | (2017년 필리핀 마닐라에서 설립) | (2008년 도미니카공화국에서 설립) | (2016년 영국에서 설립) | (2017년 필리핀에서 설립) | (2016년 인도네시아에서 설립) | (2013년 미국에서 설립) | (2021년 태국에서 설립) | (2017년 태국에서 설립) | (2024년 미국에서 설립) | (2025년 베트남에서 설립) | (2025년 이집트에서 설립) |

× 참가하지 않음

↑ 대회가 개최되지 않음
| 미남대회 이름              | 배치 | 최상의 결과      |
| -------------------------- | ---- | ---------------- |
| 맨헌트 인터내셔널          | 4    | 4위 (2008)       |
| 미스터 월드                | 1    | Top 15 (2010)    |
| 미스터 인터내셔널          | 9    | 1위 (2017)       |
| 미스터 글로벌              | 9    | 1위 (2019)       |
| 미스터 수프라내셔널        | 2    | 4위 (2023)       |
| 맨 오브 더 월드            | 5    | 1위 (2019, 2023) |
| 미스터 유니버스 모델       | 0    | 특별상 (2011)    |
| 미스터 투어리즘 월드       | 0    | 특별상 (2021)    |
| 미스터 그랜드 인터내셔널   | 2    | 5위 (2023)       |
| 맨 오브 더 이어            | 5    | 1위 (2019)       |
| 미스터 모델 인터내셔널     | 1    | Top 17 (2016)    |
| 미스터 프렌드십 인터내셔널 | 2    | 1위 (2022)       |
| 미스터 내셔널 유니버스     | 1    | 3위 (2022)       |
| 미스터 유니버스            | 0    | 미출전           |
| 미스터 코스모              | 0    | TBA              |
| 미스터 에코                | 0    | TBA              |
| 총                         | 41   | 6 타이틀         |

## 배치
| 대회 이름           | 배치                                                             | 최고의 결과      |
| ------------------- | ---------------------------------------------------------------- | ---------------- |
| 맨헌트 인터내셔널   | 4 (2005 • 2007 • 2008 • 2011)                                    | 4위 (2008)       |
| 미스터 월드         | 1 (2010)                                                         | Top 15 (2010)    |
| 미스터 인터내셔널   | 9 (2007 • 2011 • 2012 • 2014 • 2015 • 2017 • 2018 • 2023 • 2024) | 1위 (2017)       |
| 미스터 글로벌       | 9 (2014 • 2016 • 2017 • 2018 • 2019 • 2021 • 2022 • 2023 • 2024) | 1위 (2019)       |
| 미스터 수프라내셔널 | 2 (2022 • 2023)                                                  | 4위 (2023)       |
| 맨 오브 더 월드     | 5 (2017 • 2018 • 2019 • 2022 • 2023)                             | 1위 (2019, 2023) |
| 총                  | 30                                                               | 4 타이틀         |

| 대회 이름           | 총 | 1위             | 2위      | 3위             | 4위      | 5/6위 | Top 5/6  | Top 10/30                                   |
| ------------------- | -- | --------------- | -------- | --------------- | -------- | ----- | -------- | ------------------------------------------- |
| 맨헌트 인터내셔널   | 4  | ×               | ×        | ×               | 1 (2008) | ×     | ×        | 3 (2005 • 2007 • 2011)                      |
| 미스터 월드         | 1  | ×               | ×        | ×               | ×        | ×     | ×        | 1 (2010)                                    |
| 미스터 인터내셔널   | 9  | 1 (2017)        | 1 (2007) | 1 (2015)        | ×        | ×     | ×        | 6 (2011 • 2012 • 2014 • 2018 • 2023 • 2024) |
| 미스터 글로벌       | 9  | 1 (2019)        | ×        | 2 (2014 • 2021) | ×        | ×     | 1 (2022) | 5 (2016 • 2017 • 2018 • 2023 • 2024)        |
| 미스터 수프라내셔널 | 2  | ×               | ×        | ×               | 1 (2023) | ×     | ×        | 1 (2022)                                    |
| 맨 오브 더 월드     | 5  | 2 (2019 • 2023) | ×        | ×               | ×        | ×     | ×        | 3 (2017 • 2018 • 2022)                      |
| 총                  | 30 | 4               | 1        | 3               | 2        | 0     | 1        | 19                                          |

## 순위

### 빅 6 우승국
| 년도 | 미스 유니버스       | 미스 월드                               | 미스 인터내셔널 | 미스 어스                         | 미스 수프라내셔널 | 미스 그랜드 인터내셔널                | 맨헌트 인터내셔널 | 미스터 월드  | 미스터 인터내셔널      | 미스터 글로벌        | 미스터 수프라내셔널 | 맨 오브 더 월드          |
| ---- | ------------------- | --------------------------------------- | --------------- | --------------------------------- | ----------------- | ------------------------------------- | ----------------- | ------------ | ---------------------- | -------------------- | ------------------- | ------------------------ |
| 2025 | TBA                 | 태국                                    | TBA             | TBA                               | 브라질            | TBA                                   | 프랑스            | TBA          | TBA                    | TBA                  | 프랑스              | 스페인                   |
| 2024 | 덴마크              | 미개최                                  | 베트남          | 오스트레일리아                    | 인도네시아        | 인도 (폐위) 필리핀                    | 태국              | 푸에르토리코 | 나이지리아             | 필리핀               | 남아프리카 공화국   | 베네수엘라               |
| 2023 | 니카라과            | 체코                                    | 베네수엘라      | 알바니아                          | 에콰도르          | 페루                                  | 미개최            | 미개최       | 태국                   | 인도                 | 스페인              | 대한민국                 |
| 2022 | 미국                | 미개최                                  | 독일            | 대한민국                          | 남아프리카 공화국 | 브라질                                | 오스트레일리아    | 미개최       | 도미니카 공화국        | 쿠바                 | 쿠바                | 인도                     |
| 2021 | 인도                | 폴란드                                  | 미개최          | 벨리즈                            | 나미비아          | 베트남                                | 미개최            | 미개최       | 미개최                 | 스페인 (사임) 베트남 | 페루                | 미개최                   |
| 2020 | 멕시코              | 미개최                                  | 미개최          | 미국                              | 미개최            | 미국                                  | 네덜란드          | 미개최       | 미개최                 | 미개최               | 미개최              | 미개최                   |
| 2019 | 남아프리카 공화국   | 자메이카                                | 태국            | 푸에르토리코                      | 태국              | 베네수엘라                            | 미개최            | 잉글랜드     | 미개최                 | 대한민국             | 미국                | 불가리아 (폐위) 대한민국 |
| 2018 | 필리핀              | 멕시코                                  | 베네수엘라      | 베트남                            | 푸에르토리코      | 파라과이                              | 스페인            | 미개최       | 베트남                 | 미국                 | 인도                | 베트남                   |
| 2017 | 남아프리카 공화국   | 인도                                    | 인도네시아      | 필리핀                            | 대한민국          | 페루                                  | 베트남            | 미개최       | 대한민국               | 브라질               | 베네수엘라          | 이집트                   |
| 2016 | 프랑스              | 푸에르토리코                            | 필리핀          | 에콰도르                          | 인도              | 인도네시아                            | 스웨덴            | 인도         | 레바논                 | 체코                 | 멕시코              | 2017년 설립              |
| 2015 | 필리핀              | 스페인                                  | 베네수엘라      | 필리핀                            | 파라과이          | 도미니카 공화국 (폐위) 오스트레일리아 | 미개최            | 미개최       | 스위스                 | 베트남               | 2016년 설립         | 2017년 설립              |
| 2014 | 콜롬비아            | 남아프리카 공화국                       | 푸에르토리코    | 필리핀                            | 인도              | 쿠바                                  | 미개최            | 덴마크       | 필리핀                 | 미얀마               | 2016년 설립         | 2017년 설립              |
| 2013 | 베네수엘라          | 필리핀                                  | 필리핀          | 베네수엘라                        | 필리핀            | 푸에르토리코                          | 미개최            | 미개최       | 베네수엘라             | 2014년 설립          | 2016년 설립         | 2017년 설립              |
| 2012 | 미국                | 중국                                    | 일본            | 체코                              | 벨라루스          | 2013년 설립                           | 필리핀            | 콜롬비아     | 레바논 (사임) 싱가포르 | 2014년 설립          | 2016년 설립         | 2017년 설립              |
| 2011 | 앙골라              | 베네수엘라                              | 에콰도르        | 에콰도르                          | 폴란드            | 2013년 설립                           | 중국              | 미개최       | 브라질                 | 2014년 설립          | 2016년 설립         | 2017년 설립              |
| 2010 | 멕시코              | 미국                                    | 베네수엘라      | 인도                              | 파나마            | 2013년 설립                           | 슬로바키아        | 아일랜드     | 그레이트 브리튼        | 2014년 설립          | 2016년 설립         | 2017년 설립              |
| 2009 | 베네수엘라          | 지브롤터                                | 멕시코          | 브라질                            | 우크라이나        | 2013년 설립                           | 미개최            | 미개최       | 볼리비아               | 2014년 설립          | 2016년 설립         | 2017년 설립              |
| 2008 | 베네수엘라          | 러시아                                  | 스페인          | 필리핀                            | 2009년 설립       | 2013년 설립                           | 모로코            | 미개최       | 베트남                 | 2014년 설립          | 2016년 설립         | 2017년 설립              |
| 2007 | 일본                | 중국                                    | 멕시코          | 캐나다                            | 2009년 설립       | 2013년 설립                           | 중국              | 스페인       | 브라질                 | 2014년 설립          | 2016년 설립         | 2017년 설립              |
| 2006 | 푸에르토리코        | 체코                                    | 베네수엘라      | 칠레                              | 2009년 설립       | 2013년 설립                           | 미국              | 미개최       | 레바논                 | 2014년 설립          | 2016년 설립         | 2017년 설립              |
| 2005 | 캐나다              | 아이슬란드                              | 필리핀          | 베네수엘라                        | 2009년 설립       | 2013년 설립                           | 튀르키예          | 미개최       | 2006년 설립            | 2014년 설립          | 2016년 설립         | 2017년 설립              |
| 2004 | 오스트레일리아      | 페루                                    | 콜롬비아        | 브라질                            | 2009년 설립       | 2013년 설립                           | 미개최            | 미개최       | 2006년 설립            | 2014년 설립          | 2016년 설립         | 2017년 설립              |
| 2003 | 도미니카 공화국     | 아일랜드                                | 베네수엘라      | 온두라스                          | 2009년 설립       | 2013년 설립                           | 미개최            | 브라질       | 2006년 설립            | 2014년 설립          | 2016년 설립         | 2017년 설립              |
| 2002 | 러시아(폐위) 파나마 | 튀르키예                                | 레바논          | 보스니아 헤르체고비나 (폐위) 케냐 | 2009년 설립       | 2013년 설립                           | 프랑스            | 미개최       | 2006년 설립            | 2014년 설립          | 2016년 설립         | 2017년 설립              |
| 2001 | 푸에르토리코        | 나이지리아                              | 폴란드          | 덴마크                            | 2009년 설립       | 2013년 설립                           | 인도              | 미개최       | 2006년 설립            | 2014년 설립          | 2016년 설립         | 2017년 설립              |
| 2000 | 인도                | 인도                                    | 베네수엘라      | 2001년 설립                       | 2009년 설립       | 2013년 설립                           | 오스트레일리아    | 우루과이     | 2006년 설립            | 2014년 설립          | 2016년 설립         | 2017년 설립              |
| 1999 | 보츠와나            | 인도                                    | 콜롬비아        | 2001년 설립                       | 2009년 설립       | 2013년 설립                           | 베네수엘라        | 미개최       | 2006년 설립            | 2014년 설립          | 2016년 설립         | 2017년 설립              |
| 1998 | 트리니다드 토바고   | 이스라엘                                | 파나마          | 2001년 설립                       | 2009년 설립       | 2013년 설립                           | 스웨덴            | 베네수엘라   | 2006년 설립            | 2014년 설립          | 2016년 설립         | 2017년 설립              |
| 1997 | 미국                | 인도                                    | 베네수엘라      | 2001년 설립                       | 2009년 설립       | 2013년 설립                           | 뉴질랜드          | 미개최       | 2006년 설립            | 2014년 설립          | 2016년 설립         | 2017년 설립              |
| 1996 | 베네수엘라          | 그리스                                  | 포르투갈        | 2001년 설립                       | 2009년 설립       | 2013년 설립                           | 미개최            | 벨기에       | 2006년 설립            | 2014년 설립          | 2016년 설립         | 2017년 설립              |
| 1995 | 미국                | 베네수엘라                              | 노르웨이        | 2001년 설립                       | 2009년 설립       | 2013년 설립                           | 남아프리카 공화국 | 1996년 설립  | 2006년 설립            | 2014년 설립          | 2016년 설립         | 2017년 설립              |
| 1994 | 인도                | 인도                                    | 그리스          | 2001년 설립                       | 2009년 설립       | 2013년 설립                           | 그리스            | 1996년 설립  | 2006년 설립            | 2014년 설립          | 2016년 설립         | 2017년 설립              |
| 1993 | 푸에르토리코        | 자메이카                                | 폴란드          | 2001년 설립                       | 2009년 설립       | 2013년 설립                           | 독일              | 1996년 설립  | 2006년 설립            | 2014년 설립          | 2016년 설립         | 2017년 설립              |
| 1992 | 나미비아            | 러시아                                  | 오스트레일리아  | 2001년 설립                       | 2009년 설립       | 2013년 설립                           | 1993년 설립       | 1996년 설립  | 2006년 설립            | 2014년 설립          | 2016년 설립         | 2017년 설립              |
| 1991 | 멕시코              | 베네수엘라                              | 폴란드          | 2001년 설립                       | 2009년 설립       | 2013년 설립                           | 1993년 설립       | 1996년 설립  | 2006년 설립            | 2014년 설립          | 2016년 설립         | 2017년 설립              |
| 1990 | 노르웨이            | 미국                                    | 스페인          | 2001년 설립                       | 2009년 설립       | 2013년 설립                           | 1993년 설립       | 1996년 설립  | 2006년 설립            | 2014년 설립          | 2016년 설립         | 2017년 설립              |
| 1989 | 네덜란드            | 폴란드                                  | 독일            | 2001년 설립                       | 2009년 설립       | 2013년 설립                           | 1993년 설립       | 1996년 설립  | 2006년 설립            | 2014년 설립          | 2016년 설립         | 2017년 설립              |
| 1988 | 태국                | 아이슬란드                              | 노르웨이        | 2001년 설립                       | 2009년 설립       | 2013년 설립                           | 1993년 설립       | 1996년 설립  | 2006년 설립            | 2014년 설립          | 2016년 설립         | 2017년 설립              |
| 1987 | 칠레                | 오스트리아                              | 푸에르토리코    | 2001년 설립                       | 2009년 설립       | 2013년 설립                           | 1993년 설립       | 1996년 설립  | 2006년 설립            | 2014년 설립          | 2016년 설립         | 2017년 설립              |
| 1986 | 베네수엘라          | 트리니다드 토바고                       | 잉글랜드        | 2001년 설립                       | 2009년 설립       | 2013년 설립                           | 1993년 설립       | 1996년 설립  | 2006년 설립            | 2014년 설립          | 2016년 설립         | 2017년 설립              |
| 1985 | 푸에르토리코        | 아이슬란드                              | 베네수엘라      | 2001년 설립                       | 2009년 설립       | 2013년 설립                           | 1993년 설립       | 1996년 설립  | 2006년 설립            | 2014년 설립          | 2016년 설립         | 2017년 설립              |
| 1984 | 스웨덴              | 베네수엘라                              | 과테말라        | 2001년 설립                       | 2009년 설립       | 2013년 설립                           | 1993년 설립       | 1996년 설립  | 2006년 설립            | 2014년 설립          | 2016년 설립         | 2017년 설립              |
| 1983 | 뉴질랜드            | 유나이티드 킹덤                         | 코스타리카      | 2001년 설립                       | 2009년 설립       | 2013년 설립                           | 1993년 설립       | 1996년 설립  | 2006년 설립            | 2014년 설립          | 2016년 설립         | 2017년 설립              |
| 1982 | 캐나다              | 도미니카 공화국                         | 미국            | 2001년 설립                       | 2009년 설립       | 2013년 설립                           | 1993년 설립       | 1996년 설립  | 2006년 설립            | 2014년 설립          | 2016년 설립         | 2017년 설립              |
| 1981 | 베네수엘라          | 베네수엘라                              | 오스트레일리아  | 2001년 설립                       | 2009년 설립       | 2013년 설립                           | 1993년 설립       | 1996년 설립  | 2006년 설립            | 2014년 설립          | 2016년 설립         | 2017년 설립              |
| 1980 | 미국                | 서독(사임) 괌                           | 코스타리카      | 2001년 설립                       | 2009년 설립       | 2013년 설립                           | 1993년 설립       | 1996년 설립  | 2006년 설립            | 2014년 설립          | 2016년 설립         | 2017년 설립              |
| 1979 | 베네수엘라          | 버뮤다                                  | 필리핀          | 2001년 설립                       | 2009년 설립       | 2013년 설립                           | 1993년 설립       | 1996년 설립  | 2006년 설립            | 2014년 설립          | 2016년 설립         | 2017년 설립              |
| 1978 | 남아프리카 공화국   | 아르헨티나                              | 미국            | 2001년 설립                       | 2009년 설립       | 2013년 설립                           | 1993년 설립       | 1996년 설립  | 2006년 설립            | 2014년 설립          | 2016년 설립         | 2017년 설립              |
| 1977 | 트리니다드 토바고   | 스웨덴                                  | 스페인          | 2001년 설립                       | 2009년 설립       | 2013년 설립                           | 1993년 설립       | 1996년 설립  | 2006년 설립            | 2014년 설립          | 2016년 설립         | 2017년 설립              |
| 1976 | 이스라엘            | 자메이카                                | 프랑스          | 2001년 설립                       | 2009년 설립       | 2013년 설립                           | 1993년 설립       | 1996년 설립  | 2006년 설립            | 2014년 설립          | 2016년 설립         | 2017년 설립              |
| 1975 | 핀란드              | 푸에르토리코                            | 유고슬라비아    | 2001년 설립                       | 2009년 설립       | 2013년 설립                           | 1993년 설립       | 1996년 설립  | 2006년 설립            | 2014년 설립          | 2016년 설립         | 2017년 설립              |
| 1974 | 스페인              | 유나이티드 킹덤(사임) 남아프리카 공화국 | 미국            | 2001년 설립                       | 2009년 설립       | 2013년 설립                           | 1993년 설립       | 1996년 설립  | 2006년 설립            | 2014년 설립          | 2016년 설립         | 2017년 설립              |
| 1973 | 필리핀              | 미국(폐위)                              | 핀란드          | 2001년 설립                       | 2009년 설립       | 2013년 설립                           | 1993년 설립       | 1996년 설립  | 2006년 설립            | 2014년 설립          | 2016년 설립         | 2017년 설립              |
| 1972 | 오스트레일리아      | 오스트레일리아                          | 유나이티드 킹덤 | 2001년 설립                       | 2009년 설립       | 2013년 설립                           | 1993년 설립       | 1996년 설립  | 2006년 설립            | 2014년 설립          | 2016년 설립         | 2017년 설립              |
| 1971 | 레바논              | 브라질                                  | 뉴질랜드        | 2001년 설립                       | 2009년 설립       | 2013년 설립                           | 1993년 설립       | 1996년 설립  | 2006년 설립            | 2014년 설립          | 2016년 설립         | 2017년 설립              |
| 1970 | 푸에르토리코        | 그레나다                                | 필리핀          | 2001년 설립                       | 2009년 설립       | 2013년 설립                           | 1993년 설립       | 1996년 설립  | 2006년 설립            | 2014년 설립          | 2016년 설립         | 2017년 설립              |
| 1969 | 필리핀              | 오스트리아                              | 유나이티드 킹덤 | 2001년 설립                       | 2009년 설립       | 2013년 설립                           | 1993년 설립       | 1996년 설립  | 2006년 설립            | 2014년 설립          | 2016년 설립         | 2017년 설립              |
| 1968 | 브라질              | 오스트레일리아                          | 브라질          | 2001년 설립                       | 2009년 설립       | 2013년 설립                           | 1993년 설립       | 1996년 설립  | 2006년 설립            | 2014년 설립          | 2016년 설립         | 2017년 설립              |
| 1967 | 미국                | 페루                                    | 아르헨티나      | 2001년 설립                       | 2009년 설립       | 2013년 설립                           | 1993년 설립       | 1996년 설립  | 2006년 설립            | 2014년 설립          | 2016년 설립         | 2017년 설립              |
| 1966 | 스웨덴              | 인도                                    | 미개최          | 2001년 설립                       | 2009년 설립       | 2013년 설립                           | 1993년 설립       | 1996년 설립  | 2006년 설립            | 2014년 설립          | 2016년 설립         | 2017년 설립              |
| 1965 | 태국                | 유나이티드 킹덤                         | 독일            | 2001년 설립                       | 2009년 설립       | 2013년 설립                           | 1993년 설립       | 1996년 설립  | 2006년 설립            | 2014년 설립          | 2016년 설립         | 2017년 설립              |
| 1964 | 그리스              | 유나이티드 킹덤                         | 필리핀          | 2001년 설립                       | 2009년 설립       | 2013년 설립                           | 1993년 설립       | 1996년 설립  | 2006년 설립            | 2014년 설립          | 2016년 설립         | 2017년 설립              |
| 1963 | 브라질              | 자메이카                                | 아이슬란드      | 2001년 설립                       | 2009년 설립       | 2013년 설립                           | 1993년 설립       | 1996년 설립  | 2006년 설립            | 2014년 설립          | 2016년 설립         | 2017년 설립              |
| 1962 | 아르헨티나          | 네덜란드                                | 오스트레일리아  | 2001년 설립                       | 2009년 설립       | 2013년 설립                           | 1993년 설립       | 1996년 설립  | 2006년 설립            | 2014년 설립          | 2016년 설립         | 2017년 설립              |
| 1961 | 독일                | 유나이티드 킹덤                         | 네덜란드        | 2001년 설립                       | 2009년 설립       | 2013년 설립                           | 1993년 설립       | 1996년 설립  | 2006년 설립            | 2014년 설립          | 2016년 설립         | 2017년 설립              |
| 1960 | 미국                | 아르헨티나                              | 콜롬비아        | 2001년 설립                       | 2009년 설립       | 2013년 설립                           | 1993년 설립       | 1996년 설립  | 2006년 설립            | 2014년 설립          | 2016년 설립         | 2017년 설립              |
| 1959 | 일본                | 네덜란드                                | 1960년 설립     | 2001년 설립                       | 2009년 설립       | 2013년 설립                           | 1993년 설립       | 1996년 설립  | 2006년 설립            | 2014년 설립          | 2016년 설립         | 2017년 설립              |
| 1958 | 콜롬비아            | 남아프리카 공화국                       | 1960년 설립     | 2001년 설립                       | 2009년 설립       | 2013년 설립                           | 1993년 설립       | 1996년 설립  | 2006년 설립            | 2014년 설립          | 2016년 설립         | 2017년 설립              |
| 1957 | 페루                | 핀란드                                  | 1960년 설립     | 2001년 설립                       | 2009년 설립       | 2013년 설립                           | 1993년 설립       | 1996년 설립  | 2006년 설립            | 2014년 설립          | 2016년 설립         | 2017년 설립              |
| 1956 | 미국                | 독일                                    | 1960년 설립     | 2001년 설립                       | 2009년 설립       | 2013년 설립                           | 1993년 설립       | 1996년 설립  | 2006년 설립            | 2014년 설립          | 2016년 설립         | 2017년 설립              |
| 1955 | 스웨덴              | 베네수엘라                              | 1960년 설립     | 2001년 설립                       | 2009년 설립       | 2013년 설립                           | 1993년 설립       | 1996년 설립  | 2006년 설립            | 2014년 설립          | 2016년 설립         | 2017년 설립              |
| 1954 | 미국                | 이집트                                  | 1960년 설립     | 2001년 설립                       | 2009년 설립       | 2013년 설립                           | 1993년 설립       | 1996년 설립  | 2006년 설립            | 2014년 설립          | 2016년 설립         | 2017년 설립              |
| 1953 | 프랑스              | 프랑스                                  | 1960년 설립     | 2001년 설립                       | 2009년 설립       | 2013년 설립                           | 1993년 설립       | 1996년 설립  | 2006년 설립            | 2014년 설립          | 2016년 설립         | 2017년 설립              |
| 1952 | 핀란드              | 스웨덴                                  | 1960년 설립     | 2001년 설립                       | 2009년 설립       | 2013년 설립                           | 1993년 설립       | 1996년 설립  | 2006년 설립            | 2014년 설립          | 2016년 설립         | 2017년 설립              |
| 1951 | 1952년 설립         | 스웨덴                                  | 1960년 설립     | 2001년 설립                       | 2009년 설립       | 2013년 설립                           | 1993년 설립       | 1996년 설립  | 2006년 설립            | 2014년 설립          | 2016년 설립         | 2017년 설립              |
| 1950 | 1952년 설립         | 1951년 설립                             | 1960년 설립     | 2001년 설립                       | 2009년 설립       | 2013년 설립                           | 1993년 설립       | 1996년 설립  | 2006년 설립            | 2014년 설립          | 2016년 설립         | 2017년 설립              |

### 빅 7 — 우승국
| 년도 | 미스 인터콘티넨탈                 | 더 미스 글로브  | 미스 에코 인터내셔널   | 미스 글로벌    | 미스 유나이티드 | 탑모델            | 미스 참     | 미스 코스모 | 미스 아우라 | 미스 에코 틴      | 미스터 그랜드   | 유니버스 모델         | 미스터 투어리즘 | 미스터 모델        | 맨 오브 더 이어 | 미스터 내셔널 | 미스터 프렌드십 | 미스터 코스모 | 미스터 에코 | 미스터 유니버스 |
| ---- | --------------------------------- | --------------- | ---------------------- | -------------- | --------------- | ----------------- | ----------- | ----------- | ----------- | ----------------- | --------------- | --------------------- | --------------- | ------------------ | --------------- | ------------- | --------------- | ------------- | ----------- | --------------- |
| 2025 | TBA                               | TBA             | 필리핀                 | 베트남         | TBA             | 콜롬비아          | TBA         | TBA         | 필리핀      | TBA               | TBA             | TBA                   | 말레이시아      | 태국               | TBA             | 푸에르토리코  | TBA             | TBA           | TBA         | TBA             |
| 2024 | 푸에르토리코                      | 콜롬비아        | 우크라이나             | 미개최         | 미개최          | 루마니아          | 말레이시아  | 인도네시아  | 콜롬비아    | 캐나다            | 미개최          | 미개최                | 미개최          | 브라질             | 슬로바키아      | 프랑스        | 대만            | 2025년 설립   | 2025년 설립 | 아일랜드        |
| 2023 | 태국                              | 말레이시아      | 베트남                 | 푸에르토리코   | 미개최          | 멕시코            | 브라질      | 2024년 설립 | 태국        | 남아프리카 공화국 | 레바논          | 미개최                | 태국            | 미개최             | 브라질          | 말레이시아    | 캄보디아        | 2025년 설립   | 2025년 설립 | 2024년 설립     |
| 2022 | 베트남                            | 도미니카 공화국 | 필리핀                 | 필리핀         | 필리핀          | 체코              | 2023년 설립 | 2024년 설립 | 인도네시아  | 인도              | 스위스          | 미개최                | 우루과이        | 미개최             | 체코            | 베트남        | 대한민국        | 2025년 설립   | 2025년 설립 | 2024년 설립     |
| 2021 | 필리핀                            | 필리핀          | 남아프리카 공화국      | 아랍에미리트   | 미개최          | 미개최            | 2023년 설립 | 2024년 설립 | 필리핀      | 베트남            | 푸에르토리코    | 미개최                | 도미니카 공화국 | 푸에르토리코       | 미개최          | 미개최        | 필리핀          | 2025년 설립   | 2025년 설립 | 2024년 설립     |
| 2020 | 미개최                            | 코소보          | 미개최                 | 미개최         | 미개최          | 페루              | 2023년 설립 | 2024년 설립 | 포르투갈    | 필리핀            | 미개최          | 미개최                | 미개최          | 미개최             | 미개최          | 미개최        | 2021년 설립     | 2025년 설립   | 2025년 설립 | 2024년 설립     |
| 2019 | 헝가리                            | 멕시코          | 페루 (폐위) 말레이시아 | 체코           | 콜롬비아        | 스페인            | 2023년 설립 | 2024년 설립 | 체코        | 브라질            | 베트남          | 볼리비아              | 말레이시아      | 스페인             | 대한민국        | 인도          | 2021년 설립     | 2025년 설립   | 2025년 설립 | 2024년 설립     |
| 2018 | 필리핀                            | 중국            | 필리핀                 | 홍콩           | 멕시코          | 페루              | 2023년 설립 | 2024년 설립 | 타타르스탄  | 2019년 설립       | 도미니카 공화국 | 퀴라소                | 그레이트브리튼  | 칠레               | 태국            | 네팔          | 2021년 설립     | 2025년 설립   | 2025년 설립 | 2024년 설립     |
| 2017 | 멕시코                            | 베트남          | 캐나다                 | 브라질         | 러시아          | 우크라이나        | 2023년 설립 | 2024년 설립 | 2006년 설립 | 2019년 설립       | 오스트레일리아  | 푸에르토리코          | 보르네오        | 미개최             | 태국            | 인도          | 2021년 설립     | 2025년 설립   | 2025년 설립 | 2024년 설립     |
| 2016 | 푸에르토리코                      | 인도            | 코스타리카             | 에콰도르       | 필리핀          | 불가리아          | 2023년 설립 | 2024년 설립 | 2006년 설립 | 2019년 설립       | 2017년 설립     | 파나마                | 미얀마          | 태국               | 필리핀          | 2017년 설립   | 2021년 설립     | 2025년 설립   | 2025년 설립 | 2024년 설립     |
| 2015 | 러시아                            | 필리핀          | 슬로베니아             | 오스트레일리아 | 브라질          | 우크라이나        | 2023년 설립 | 2024년 설립 | 2006년 설립 | 2019년 설립       | 2017년 설립     | 네덜란드              | 2016년 설립     | 푸에르토리코       | 2016년 설립     | 2017년 설립   | 2021년 설립     | 2025년 설립   | 2025년 설립 | 2024년 설립     |
| 2014 | 태국                              | 캐나다          | 2015년 설립            | 캐나다         | 도미니카 공화국 | 콜롬비아          | 2023년 설립 | 2024년 설립 | 2006년 설립 | 2019년 설립       | 2017년 설립     | 브라질                | 2016년 설립     | 페르난두 지 노로냐 | 2016년 설립     | 2017년 설립   | 2021년 설립     | 2025년 설립   | 2025년 설립 | 2024년 설립     |
| 2013 | 러시아                            | 루마니아        | 2015년 설립            | 캐나다         | 에콰도르        | 캐러비안          | 2023년 설립 | 2024년 설립 | 2006년 설립 | 2019년 설립       | 2017년 설립     | 리비에라 마야         | 2016년 설립     | 브라질             | 2016년 설립     | 2017년 설립   | 2021년 설립     | 2025년 설립   | 2025년 설립 | 2024년 설립     |
| 2012 | 베네수엘라                        | 알바니아        | 2015년 설립            | 2013년 설립    | 브라질          | 이탈리아          | 2023년 설립 | 2024년 설립 | 2006년 설립 | 2019년 설립       | 2017년 설립     | 도미니카 공화국       | 2016년 설립     | 2013년 설립        | 2016년 설립     | 2017년 설립   | 2021년 설립     | 2025년 설립   | 2025년 설립 | 2024년 설립     |
| 2011 | 미국                              | 독일            | 2015년 설립            | 2013년 설립    | 에콰도르        | 루마니아          | 2023년 설립 | 2024년 설립 | 2006년 설립 | 2019년 설립       | 2017년 설립     | 베네수엘라            | 2016년 설립     | 2013년 설립        | 2016년 설립     | 2017년 설립   | 2021년 설립     | 2025년 설립   | 2025년 설립 | 2024년 설립     |
| 2010 | 푸에르토리코                      | 리투아니아      | 2015년 설립            | 2013년 설립    | 페루            | 콜롬비아          | 2023년 설립 | 2024년 설립 | 2006년 설립 | 2019년 설립       | 2017년 설립     | 보스니아 헤르체고비나 | 2016년 설립     | 2013년 설립        | 2016년 설립     | 2017년 설립   | 2021년 설립     | 2025년 설립   | 2025년 설립 | 2024년 설립     |
| 2009 | 베네수엘라                        | 알제리          | 2015년 설립            | 2013년 설립    | 콜롬비아        | 미개최            | 2023년 설립 | 2024년 설립 | 2006년 설립 | 2019년 설립       | 2017년 설립     | 미국                  | 2016년 설립     | 2013년 설립        | 2016년 설립     | 2017년 설립   | 2021년 설립     | 2025년 설립   | 2025년 설립 | 2024년 설립     |
| 2008 | 콜롬비아                          | 알바니아        | 2015년 설립            | 2013년 설립    | 멕시코          | 브라질            | 2023년 설립 | 2024년 설립 | 2006년 설립 | 2019년 설립       | 2017년 설립     | 스페인                | 2016년 설립     | 2013년 설립        | 2016년 설립     | 2017년 설립   | 2021년 설립     | 2025년 설립   | 2025년 설립 | 2024년 설립     |
| 2007 | 레바논                            | 브라질          | 2015년 설립            | 2013년 설립    | 도미니카 공화국 | 독일              | 2023년 설립 | 2024년 설립 | 2006년 설립 | 2019년 설립       | 2017년 설립     | 2008년 설립           | 2016년 설립     | 2013년 설립        | 2016년 설립     | 2017년 설립   | 2021년 설립     | 2025년 설립   | 2025년 설립 | 2024년 설립     |
| 2006 | 슬로바키아                        | 베네수엘라      | 2015년 설립            | 2013년 설립    | 도미니카 공화국 | 브라질            | 2023년 설립 | 2024년 설립 | 2006년 설립 | 2019년 설립       | 2017년 설립     | 2008년 설립           | 2016년 설립     | 2013년 설립        | 2016년 설립     | 2017년 설립   | 2021년 설립     | 2025년 설립   | 2025년 설립 | 2024년 설립     |
| 2005 | 베네수엘라                        | 슬로바키아      | 2015년 설립            | 2013년 설립    | 2006년 설립     | 베네수엘라        | 2023년 설립 | 2024년 설립 | 2006년 설립 | 2019년 설립       | 2017년 설립     | 2008년 설립           | 2016년 설립     | 2013년 설립        | 2016년 설립     | 2017년 설립   | 2021년 설립     | 2025년 설립   | 2025년 설립 | 2024년 설립     |
| 2004 | 콜롬비아                          | 러시아          | 2015년 설립            | 2013년 설립    | 2006년 설립     | 중국              | 2023년 설립 | 2024년 설립 | 2006년 설립 | 2019년 설립       | 2017년 설립     | 2008년 설립           | 2016년 설립     | 2013년 설립        | 2016년 설립     | 2017년 설립   | 2021년 설립     | 2025년 설립   | 2025년 설립 | 2024년 설립     |
| 2003 | 레바논                            | 2004년 설립     | 2015년 설립            | 2013년 설립    | 2006년 설립     | 튀르키예          | 2023년 설립 | 2024년 설립 | 2006년 설립 | 2019년 설립       | 2017년 설립     | 2008년 설립           | 2016년 설립     | 2013년 설립        | 2016년 설립     | 2017년 설립   | 2021년 설립     | 2025년 설립   | 2025년 설립 | 2024년 설립     |
| 2002 | 퀴라소                            | 2004년 설립     | 2015년 설립            | 2013년 설립    | 2006년 설립     | 독일              | 2023년 설립 | 2024년 설립 | 2006년 설립 | 2019년 설립       | 2017년 설립     | 2008년 설립           | 2016년 설립     | 2013년 설립        | 2016년 설립     | 2017년 설립   | 2021년 설립     | 2025년 설립   | 2025년 설립 | 2024년 설립     |
| 2001 | 베네수엘라                        | 2004년 설립     | 2015년 설립            | 2013년 설립    | 2006년 설립     | 체코              | 2023년 설립 | 2024년 설립 | 2006년 설립 | 2019년 설립       | 2017년 설립     | 2008년 설립           | 2016년 설립     | 2013년 설립        | 2016년 설립     | 2017년 설립   | 2021년 설립     | 2025년 설립   | 2025년 설립 | 2024년 설립     |
| 2000 | 독일                              | 2004년 설립     | 2015년 설립            | 2013년 설립    | 2006년 설립     | 튀르키예          | 2023년 설립 | 2024년 설립 | 2006년 설립 | 2019년 설립       | 2017년 설립     | 2008년 설립           | 2016년 설립     | 2013년 설립        | 2016년 설립     | 2017년 설립   | 2021년 설립     | 2025년 설립   | 2025년 설립 | 2024년 설립     |
| 1999 | 튀르키예                          | 2004년 설립     | 2015년 설립            | 2013년 설립    | 2006년 설립     | 슬로바키아        | 2023년 설립 | 2024년 설립 | 2006년 설립 | 2019년 설립       | 2017년 설립     | 2008년 설립           | 2016년 설립     | 2013년 설립        | 2016년 설립     | 2017년 설립   | 2021년 설립     | 2025년 설립   | 2025년 설립 | 2024년 설립     |
| 1998 | 브라질                            | 2004년 설립     | 2015년 설립            | 2013년 설립    | 2006년 설립     | 트리니다드 토바고 | 2023년 설립 | 2024년 설립 | 2006년 설립 | 2019년 설립       | 2017년 설립     | 2008년 설립           | 2016년 설립     | 2013년 설립        | 2016년 설립     | 2017년 설립   | 2021년 설립     | 2025년 설립   | 2025년 설립 | 2024년 설립     |
| 1997 | 인도                              | 2004년 설립     | 2015년 설립            | 2013년 설립    | 2006년 설립     | 독일              | 2023년 설립 | 2024년 설립 | 2006년 설립 | 2019년 설립       | 2017년 설립     | 2008년 설립           | 2016년 설립     | 2013년 설립        | 2016년 설립     | 2017년 설립   | 2021년 설립     | 2025년 설립   | 2025년 설립 | 2024년 설립     |
| 1996 | 타히티섬                          | 2004년 설립     | 2015년 설립            | 2013년 설립    | 2006년 설립     | 도미니카 공화국   | 2023년 설립 | 2024년 설립 | 2006년 설립 | 2019년 설립       | 2017년 설립     | 2008년 설립           | 2016년 설립     | 2013년 설립        | 2016년 설립     | 2017년 설립   | 2021년 설립     | 2025년 설립   | 2025년 설립 | 2024년 설립     |
| 1995 | 미국령 버진아일랜드               | 2004년 설립     | 2015년 설립            | 2013년 설립    | 2006년 설립     | 베네수엘라        | 2023년 설립 | 2024년 설립 | 2006년 설립 | 2019년 설립       | 2017년 설립     | 2008년 설립           | 2016년 설립     | 2013년 설립        | 2016년 설립     | 2017년 설립   | 2021년 설립     | 2025년 설립   | 2025년 설립 | 2024년 설립     |
| 1994 | 미국                              | 2004년 설립     | 2015년 설립            | 2013년 설립    | 2006년 설립     | 프랑스            | 2023년 설립 | 2024년 설립 | 2006년 설립 | 2019년 설립       | 2017년 설립     | 2008년 설립           | 2016년 설립     | 2013년 설립        | 2016년 설립     | 2017년 설립   | 2021년 설립     | 2025년 설립   | 2025년 설립 | 2024년 설립     |
| 1993 | 독일                              | 2004년 설립     | 2015년 설립            | 2013년 설립    | 2006년 설립     | 이탈리아          | 2023년 설립 | 2024년 설립 | 2006년 설립 | 2019년 설립       | 2017년 설립     | 2008년 설립           | 2016년 설립     | 2013년 설립        | 2016년 설립     | 2017년 설립   | 2021년 설립     | 2025년 설립   | 2025년 설립 | 2024년 설립     |
| 1992 | 독일                              | 2004년 설립     | 2015년 설립            | 2013년 설립    | 2006년 설립     | 1993년 설립       | 2023년 설립 | 2024년 설립 | 2006년 설립 | 2019년 설립       | 2017년 설립     | 2008년 설립           | 2016년 설립     | 2013년 설립        | 2016년 설립     | 2017년 설립   | 2021년 설립     | 2025년 설립   | 2025년 설립 | 2024년 설립     |
| 1991 | 러시아 푸에르토리코               | 2004년 설립     | 2015년 설립            | 2013년 설립    | 2006년 설립     | 1993년 설립       | 2023년 설립 | 2024년 설립 | 2006년 설립 | 2019년 설립       | 2017년 설립     | 2008년 설립           | 2016년 설립     | 2013년 설립        | 2016년 설립     | 2017년 설립   | 2021년 설립     | 2025년 설립   | 2025년 설립 | 2024년 설립     |
| 1990 | 자메이카                          | 2004년 설립     | 2015년 설립            | 2013년 설립    | 2006년 설립     | 1993년 설립       | 2023년 설립 | 2024년 설립 | 2006년 설립 | 2019년 설립       | 2017년 설립     | 2008년 설립           | 2016년 설립     | 2013년 설립        | 2016년 설립     | 2017년 설립   | 2021년 설립     | 2025년 설립   | 2025년 설립 | 2024년 설립     |
| 1989 | 나이지리아 (사임) 도미니카 공화국 | 2004년 설립     | 2015년 설립            | 2013년 설립    | 2006년 설립     | 1993년 설립       | 2023년 설립 | 2024년 설립 | 2006년 설립 | 2019년 설립       | 2017년 설립     | 2008년 설립           | 2016년 설립     | 2013년 설립        | 2016년 설립     | 2017년 설립   | 2021년 설립     | 2025년 설립   | 2025년 설립 | 2024년 설립     |
| 1988 | 퀴라소                            | 2004년 설립     | 2015년 설립            | 2013년 설립    | 2006년 설립     | 1993년 설립       | 2023년 설립 | 2024년 설립 | 2006년 설립 | 2019년 설립       | 2017년 설립     | 2008년 설립           | 2016년 설립     | 2013년 설립        | 2016년 설립     | 2017년 설립   | 2021년 설립     | 2025년 설립   | 2025년 설립 | 2024년 설립     |
| 1987 | 페루                              | 2004년 설립     | 2015년 설립            | 2013년 설립    | 2006년 설립     | 1993년 설립       | 2023년 설립 | 2024년 설립 | 2006년 설립 | 2019년 설립       | 2017년 설립     | 2008년 설립           | 2016년 설립     | 2013년 설립        | 2016년 설립     | 2017년 설립   | 2021년 설립     | 2025년 설립   | 2025년 설립 | 2024년 설립     |
| 1986 | 푸에르토리코                      | 2004년 설립     | 2015년 설립            | 2013년 설립    | 2006년 설립     | 1993년 설립       | 2023년 설립 | 2024년 설립 | 2006년 설립 | 2019년 설립       | 2017년 설립     | 2008년 설립           | 2016년 설립     | 2013년 설립        | 2016년 설립     | 2017년 설립   | 2021년 설립     | 2025년 설립   | 2025년 설립 | 2024년 설립     |
| 1985 | 도미니카 공화국                   | 2004년 설립     | 2015년 설립            | 2013년 설립    | 2006년 설립     | 1993년 설립       | 2023년 설립 | 2024년 설립 | 2006년 설립 | 2019년 설립       | 2017년 설립     | 2008년 설립           | 2016년 설립     | 2013년 설립        | 2016년 설립     | 2017년 설립   | 2021년 설립     | 2025년 설립   | 2025년 설립 | 2024년 설립     |
| 1984 | 미개최                            | 2004년 설립     | 2015년 설립            | 2013년 설립    | 2006년 설립     | 1993년 설립       | 2023년 설립 | 2024년 설립 | 2006년 설립 | 2019년 설립       | 2017년 설립     | 2008년 설립           | 2016년 설립     | 2013년 설립        | 2016년 설립     | 2017년 설립   | 2021년 설립     | 2025년 설립   | 2025년 설립 | 2024년 설립     |
| 1983 | 네덜란드                          | 2004년 설립     | 2015년 설립            | 2013년 설립    | 2006년 설립     | 1993년 설립       | 2023년 설립 | 2024년 설립 | 2006년 설립 | 2019년 설립       | 2017년 설립     | 2008년 설립           | 2016년 설립     | 2013년 설립        | 2016년 설립     | 2017년 설립   | 2021년 설립     | 2025년 설립   | 2025년 설립 | 2024년 설립     |
| 1982 | 미국                              | 2004년 설립     | 2015년 설립            | 2013년 설립    | 2006년 설립     | 1993년 설립       | 2023년 설립 | 2024년 설립 | 2006년 설립 | 2019년 설립       | 2017년 설립     | 2008년 설립           | 2016년 설립     | 2013년 설립        | 2016년 설립     | 2017년 설립   | 2021년 설립     | 2025년 설립   | 2025년 설립 | 2024년 설립     |
| 1981 | 브라질                            | 2004년 설립     | 2015년 설립            | 2013년 설립    | 2006년 설립     | 1993년 설립       | 2023년 설립 | 2024년 설립 | 2006년 설립 | 2019년 설립       | 2017년 설립     | 2008년 설립           | 2016년 설립     | 2013년 설립        | 2016년 설립     | 2017년 설립   | 2021년 설립     | 2025년 설립   | 2025년 설립 | 2024년 설립     |
| 1980 | 아르헨티나                        | 2004년 설립     | 2015년 설립            | 2013년 설립    | 2006년 설립     | 1993년 설립       | 2023년 설립 | 2024년 설립 | 2006년 설립 | 2019년 설립       | 2017년 설립     | 2008년 설립           | 2016년 설립     | 2013년 설립        | 2016년 설립     | 2017년 설립   | 2021년 설립     | 2025년 설립   | 2025년 설립 | 2024년 설립     |
| 1979 | 미국                              | 2004년 설립     | 2015년 설립            | 2013년 설립    | 2006년 설립     | 1993년 설립       | 2023년 설립 | 2024년 설립 | 2006년 설립 | 2019년 설립       | 2017년 설립     | 2008년 설립           | 2016년 설립     | 2013년 설립        | 2016년 설립     | 2017년 설립   | 2021년 설립     | 2025년 설립   | 2025년 설립 | 2024년 설립     |
| 1978 | 인도                              | 2004년 설립     | 2015년 설립            | 2013년 설립    | 2006년 설립     | 1993년 설립       | 2023년 설립 | 2024년 설립 | 2006년 설립 | 2019년 설립       | 2017년 설립     | 2008년 설립           | 2016년 설립     | 2013년 설립        | 2016년 설립     | 2017년 설립   | 2021년 설립     | 2025년 설립   | 2025년 설립 | 2024년 설립     |
| 1977 | 잉글랜드                          | 2004년 설립     | 2015년 설립            | 2013년 설립    | 2006년 설립     | 1993년 설립       | 2023년 설립 | 2024년 설립 | 2006년 설립 | 2019년 설립       | 2017년 설립     | 2008년 설립           | 2016년 설립     | 2013년 설립        | 2016년 설립     | 2017년 설립   | 2021년 설립     | 2025년 설립   | 2025년 설립 | 2024년 설립     |
| 1976 | 니카라과                          | 2004년 설립     | 2015년 설립            | 2013년 설립    | 2006년 설립     | 1993년 설립       | 2023년 설립 | 2024년 설립 | 2006년 설립 | 2019년 설립       | 2017년 설립     | 2008년 설립           | 2016년 설립     | 2013년 설립        | 2016년 설립     | 2017년 설립   | 2021년 설립     | 2025년 설립   | 2025년 설립 | 2024년 설립     |
| 1975 | 이란                              | 2004년 설립     | 2015년 설립            | 2013년 설립    | 2006년 설립     | 1993년 설립       | 2023년 설립 | 2024년 설립 | 2006년 설립 | 2019년 설립       | 2017년 설립     | 2008년 설립           | 2016년 설립     | 2013년 설립        | 2016년 설립     | 2017년 설립   | 2021년 설립     | 2025년 설립   | 2025년 설립 | 2024년 설립     |
| 1974 | 베네수엘라                        | 2004년 설립     | 2015년 설립            | 2013년 설립    | 2006년 설립     | 1993년 설립       | 2023년 설립 | 2024년 설립 | 2006년 설립 | 2019년 설립       | 2017년 설립     | 2008년 설립           | 2016년 설립     | 2013년 설립        | 2016년 설립     | 2017년 설립   | 2021년 설립     | 2025년 설립   | 2025년 설립 | 2024년 설립     |
| 1973 | 미국                              | 2004년 설립     | 2015년 설립            | 2013년 설립    | 2006년 설립     | 1993년 설립       | 2023년 설립 | 2024년 설립 | 2006년 설립 | 2019년 설립       | 2017년 설립     | 2008년 설립           | 2016년 설립     | 2013년 설립        | 2016년 설립     | 2017년 설립   | 2021년 설립     | 2025년 설립   | 2025년 설립 | 2024년 설립     |
| 1972 | 브라질                            | 2004년 설립     | 2015년 설립            | 2013년 설립    | 2006년 설립     | 1993년 설립       | 2023년 설립 | 2024년 설립 | 2006년 설립 | 2019년 설립       | 2017년 설립     | 2008년 설립           | 2016년 설립     | 2013년 설립        | 2016년 설립     | 2017년 설립   | 2021년 설립     | 2025년 설립   | 2025년 설립 | 2024년 설립     |
| 1971 | 페루                              | 2004년 설립     | 2015년 설립            | 2013년 설립    | 2006년 설립     | 1993년 설립       | 2023년 설립 | 2024년 설립 | 2006년 설립 | 2019년 설립       | 2017년 설립     | 2008년 설립           | 2016년 설립     | 2013년 설립        | 2016년 설립     | 2017년 설립   | 2021년 설립     | 2025년 설립   | 2025년 설립 | 2024년 설립     |
| 1970 | 1971년 설립                       | 2004년 설립     | 2015년 설립            | 2013년 설립    | 2006년 설립     | 1993년 설립       | 2023년 설립 | 2024년 설립 | 2006년 설립 | 2019년 설립       | 2017년 설립     | 2008년 설립           | 2016년 설립     | 2013년 설립        | 2016년 설립     | 2017년 설립   | 2021년 설립     | 2025년 설립   | 2025년 설립 | 2024년 설립     |

### 빅 6 미스 우승 순위
| 순위 | 국가                  | 총 | 미스 유니버스 | 미스 월드 | 미스인터내셔널 | 미스 어스 | 미스 수프라내셔널 | 미스 그랜드 인터내셔널 |
| ---- | --------------------- | -- | ------------- | --------- | -------------- | --------- | ----------------- | ---------------------- |
| 1    | 베네수엘라            | 25 | 7             | 6         | 9              | 2         | 0                 | 1                      |
| 2    | 미국                  | 17 | 9             | 3         | 3              | 1         | 0                 | 1                      |
| 3    | 필리핀                | 17 | 4             | 1         | 6              | 4         | 1                 | 1                      |
| 4    | 인도                  | 13 | 3             | 6         | 0              | 1         | 2                 | 1                      |
| 5    | 푸에르토리코          | 12 | 5             | 2         | 2              | 1         | 1                 | 1                      |
| 6    | 오스트레일리아        | 9  | 2             | 2         | 3              | 1         | 0                 | 1                      |
| 7    | 브라질                | 8  | 2             | 1         | 1              | 2         | 1                 | 1                      |
| 8    | 남아프리카 공화국     | 7  | 3             | 3         | 0              | 0         | 1                 | 0                      |
| 9    | 유나이티드 킹덤       | 7  | 0             | 5         | 2              | 0         | 0                 | 0                      |
| 10   | 스웨덴                | 6  | 3             | 3         | 0              | 0         | 0                 | 0                      |
| 11   | 멕시코                | 6  | 3             | 1         | 2              | 0         | 0                 | 0                      |
| 12   | 독일                  | 6  | 1             | 2         | 3              | 0         | 0                 | 0                      |
| 13   | 폴란드                | 6  | 0             | 2         | 3              | 0         | 1                 | 0                      |
| 14   | 태국                  | 5  | 2             | 1         | 1              | 0         | 1                 | 0                      |
| 15   | 콜롬비아              | 5  | 2             | 0         | 3              | 0         | 0                 | 0                      |
| 16   | 페루                  | 5  | 1             | 2         | 0              | 0         | 0                 | 2                      |
| 17   | 스페인                | 5  | 1             | 1         | 3              | 0         | 0                 | 0                      |
| 18   | 프랑스                | 4  | 2             | 1         | 1              | 0         | 0                 | 0                      |
| 18   | 핀란드                | 4  | 2             | 1         | 1              | 0         | 0                 | 0                      |
| 19   | 아르헨티나            | 4  | 1             | 2         | 1              | 0         | 0                 | 0                      |
| 19   | 네덜란드              | 4  | 1             | 2         | 1              | 0         | 0                 | 0                      |
| 20   | 자메이카              | 4  | 0             | 4         | 0              | 0         | 0                 | 0                      |
| 21   | 아이슬란드            | 4  | 0             | 3         | 1              | 0         | 0                 | 0                      |
| 22   | 에콰도르              | 4  | 0             | 0         | 1              | 2         | 1                 | 0                      |
| 23   | 트리니다드 토바고     | 3  | 2             | 1         | 0              | 0         | 0                 | 0                      |
| 24   | 캐나다                | 3  | 2             | 0         | 0              | 1         | 0                 | 0                      |
| 25   | 러시아                | 3  | 1             | 2         | 0              | 0         | 0                 | 0                      |
| 26   | 그리스                | 3  | 1             | 1         | 1              | 0         | 0                 | 0                      |
| 27   | 도미니카 공화국       | 3  | 1             | 1         | 0              | 0         | 0                 | 1                      |
| 28   | 일본                  | 3  | 2             | 0         | 1              | 0         | 0                 | 0                      |
| 29   | 노르웨이              | 3  | 1             | 0         | 2              | 0         | 0                 | 0                      |
| 30   | 파나마                | 3  | 1             | 0         | 1              | 0         | 1                 | 0                      |
| 31   | 체코                  | 3  | 0             | 2         | 0              | 1         | 0                 | 0                      |
| 32   | 베트남                | 3  | 0             | 0         | 1              | 1         | 0                 | 1                      |
| 33   | 인도네시아            | 3  | 0             | 0         | 1              | 0         | 1                 | 1                      |
| 34   | 이스라엘              | 2  | 1             | 1         | 0              | 0         | 0                 | 0                      |
| 35   | 레바논                | 2  | 1             | 0         | 1              | 0         | 0                 | 0                      |
| 35   | 뉴질랜드              | 2  | 1             | 0         | 1              | 0         | 0                 | 0                      |
| 36   | 칠레                  | 2  | 1             | 0         | 0              | 1         | 0                 | 0                      |
| 36   | 덴마크                | 2  | 1             | 0         | 0              | 1         | 0                 | 0                      |
| 37   | 나미비아              | 2  | 1             | 0         | 0              | 0         | 1                 | 0                      |
| 38   | 중국                  | 2  | 0             | 2         | 0              | 0         | 0                 | 0                      |
| 38   | 오스트리아            | 2  | 0             | 2         | 0              | 0         | 0                 | 0                      |
| 39   | 코스타리카            | 2  | 0             | 0         | 2              | 0         | 0                 | 0                      |
| 40   | 대한민국              | 2  | 0             | 0         | 0              | 1         | 1                 | 0                      |
| 41   | 파라과이              | 2  | 0             | 0         | 0              | 0         | 1                 | 1                      |
| 42   | 앙골라                | 1  | 1             | 0         | 0              | 0         | 0                 | 0                      |
| 42   | 보츠와나              | 1  | 1             | 0         | 0              | 0         | 0                 | 0                      |
| 42   | 니카라과              | 1  | 1             | 0         | 0              | 0         | 0                 | 0                      |
| 43   | 버뮤다                | 1  | 0             | 1         | 0              | 0         | 0                 | 0                      |
| 43   | 이집트                | 1  | 0             | 1         | 0              | 0         | 0                 | 0                      |
| 43   | 지브롤터              | 1  | 0             | 1         | 0              | 0         | 0                 | 0                      |
| 43   | 그레나다              | 1  | 0             | 1         | 0              | 0         | 0                 | 0                      |
| 43   | 괌                    | 1  | 0             | 1         | 0              | 0         | 0                 | 0                      |
| 43   | 아일랜드              | 1  | 0             | 1         | 0              | 0         | 0                 | 0                      |
| 43   | 튀르키예              | 1  | 0             | 1         | 0              | 0         | 0                 | 0                      |
| 43   | 나이지리아            | 1  | 0             | 1         | 0              | 0         | 0                 | 0                      |
| 44   | 과테말라              | 1  | 0             | 0         | 1              | 0         | 0                 | 0                      |
| 44   | 잉글랜드              | 1  | 0             | 0         | 1              | 0         | 0                 | 0                      |
| 44   | 포르투갈              | 1  | 0             | 0         | 1              | 0         | 0                 | 0                      |
| 44   | 유고슬라비아          | 1  | 0             | 0         | 1              | 0         | 0                 | 0                      |
| 45   | 알바니아              | 1  | 0             | 0         | 0              | 1         | 0                 | 0                      |
| 45   | 벨리즈                | 1  | 0             | 0         | 0              | 1         | 0                 | 0                      |
| 45   | 보스니아 헤르체고비나 | 1  | 0             | 0         | 0              | 1         | 0                 | 0                      |
| 45   | 온두라스              | 1  | 0             | 0         | 0              | 1         | 0                 | 0                      |
| 45   | 케냐                  | 1  | 0             | 0         | 0              | 1         | 0                 | 0                      |
| 46   | 벨라루스              | 1  | 0             | 0         | 0              | 0         | 1                 | 0                      |
| 46   | 우크라이나            | 1  | 0             | 0         | 0              | 0         | 1                 | 0                      |
| 47   | 쿠바                  | 1  | 0             | 0         | 0              | 0         | 0                 | 1                      |

### 빅 7 — 미스 우승 순위
| 순위 | 국가                | 총 | 미스 인터콘티넨탈 | 더 미스 글로브 | 미스 참 | 미스 코스모 | 미스 에코 | 미스 글로벌 | 미스 유나이티드 | 톱모델 | 미스 아우라 | 미스 에코 틴 |
| ---- | ------------------- | -- | ----------------- | -------------- | ------- | ----------- | --------- | ----------- | --------------- | ------ | ----------- | ------------ |
| 1    | 필리핀              | 13 | 2                 | 2              | 0       | 0           | 3         | 1           | 2               | 0      | 2           | 1            |
| 2    | 브라질              | 11 | 3                 | 1              | 1       | 0           | 0         | 1           | 2               | 2      | 0           | 1            |
| 3    | 콜롬비아            | 10 | 2                 | 1              | 0       | 0           | 0         | 0           | 2               | 4      | 1           | 0            |
| 4    | 베네수엘라          | 7  | 5                 | 1              | 0       | 0           | 0         | 0           | 0               | 1      | 0           | 0            |
| 5    | 도미니카 공화국     | 7  | 2                 | 1              | 0       | 0           | 0         | 0           | 3               | 1      | 0           | 0            |
| 6    | 푸에르토리코        | 6  | 5                 | 0              | 0       | 0           | 0         | 1           | 0               | 0      | 0           | 0            |
| 7    | 독일                | 6  | 3                 | 0              | 0       | 0           | 0         | 0           | 0               | 3      | 0           | 0            |
| 8    | 페루                | 6  | 2                 | 0              | 0       | 0           | 1         | 0           | 1               | 2      | 0           | 0            |
| 9    | 미국                | 5  | 5                 | 0              | 0       | 0           | 0         | 0           | 0               | 0      | 0           | 0            |
| 10   | 러시아              | 5  | 3                 | 1              | 0       | 0           | 0         | 0           | 1               | 0      | 0           | 0            |
| 11   | 베트남              | 5  | 1                 | 1              | 0       | 0           | 1         | 1           | 0               | 0      | 0           | 1            |
| 12   | 멕시코              | 5  | 1                 | 1              | 0       | 0           | 0         | 0           | 2               | 1      | 0           | 0            |
| 13   | 캐나다              | 5  | 0                 | 1              | 0       | 0           | 1         | 2           | 0               | 0      | 0           | 1            |
| 14   | 인도                | 4  | 2                 | 1              | 0       | 0           | 0         | 0           | 0               | 0      | 0           | 1            |
| 15   | 체코                | 4  | 0                 | 0              | 0       | 0           | 0         | 1           | 0               | 2      | 1           | 0            |
| 16   | 태국                | 3  | 2                 | 0              | 0       | 0           | 0         | 0           | 0               | 0      | 1           | 0            |
| 17   | 슬로바키아          | 3  | 1                 | 1              | 0       | 0           | 0         | 0           | 0               | 1      | 0           | 0            |
| 18   | 튀르키예            | 3  | 1                 | 0              | 0       | 0           | 0         | 0           | 0               | 2      | 0           | 0            |
| 19   | 말레이시아          | 3  | 0                 | 1              | 1       | 0           | 1         | 0           | 0               | 0      | 0           | 0            |
| 20   | 루마니아            | 3  | 0                 | 1              | 0       | 0           | 0         | 0           | 0               | 2      | 0           | 0            |
| 21   | 우크라이나          | 3  | 0                 | 0              | 0       | 0           | 1         | 0           | 0               | 2      | 0           | 0            |
| 22   | 레바논              | 2  | 2                 | 0              | 0       | 0           | 0         | 0           | 0               | 0      | 0           | 0            |
| 22   | 퀴라소              | 2  | 2                 | 0              | 0       | 0           | 0         | 0           | 0               | 0      | 0           | 0            |
| 23   | 알바니아            | 2  | 0                 | 2              | 0       | 0           | 0         | 0           | 0               | 0      | 0           | 0            |
| 24   | 중국                | 2  | 0                 | 1              | 0       | 0           | 0         | 0           | 0               | 1      | 0           | 0            |
| 25   | 인도네시아          | 2  | 0                 | 0              | 0       | 1           | 0         | 0           | 0               | 0      | 1           | 0            |
| 26   | 남아프리카 공화국   | 2  | 0                 | 0              | 0       | 0           | 1         | 0           | 0               | 0      | 0           | 1            |
| 27   | 에콰도르            | 2  | 0                 | 0              | 0       | 0           | 0         | 1           | 1               | 0      | 0           | 0            |
| 28   | 이탈리아            | 2  | 0                 | 0              | 0       | 0           | 0         | 0           | 0               | 2      | 0           | 0            |
| 29   | 아르헨티나          | 1  | 1                 | 0              | 0       | 0           | 0         | 0           | 0               | 0      | 0           | 0            |
| 29   | 네덜란드            | 1  | 1                 | 0              | 0       | 0           | 0         | 0           | 0               | 0      | 0           | 0            |
| 29   | 자메이카            | 1  | 1                 | 0              | 0       | 0           | 0         | 0           | 0               | 0      | 0           | 0            |
| 29   | 니카라과            | 1  | 1                 | 0              | 0       | 0           | 0         | 0           | 0               | 0      | 0           | 0            |
| 29   | 나이지리아          | 1  | 1                 | 0              | 0       | 0           | 0         | 0           | 0               | 0      | 0           | 0            |
| 29   | 잉글랜드            | 1  | 1                 | 0              | 0       | 0           | 0         | 0           | 0               | 0      | 0           | 0            |
| 29   | 헝가리              | 1  | 1                 | 0              | 0       | 0           | 0         | 0           | 0               | 0      | 0           | 0            |
| 29   | 타히티섬            | 1  | 1                 | 0              | 0       | 0           | 0         | 0           | 0               | 0      | 0           | 0            |
| 29   | 미국령 버진아일랜드 | 1  | 1                 | 0              | 0       | 0           | 0         | 0           | 0               | 0      | 0           | 0            |
| 29   | 이란                | 1  | 0                 | 0              | 0       | 0           | 0         | 0           | 0               | 0      | 0           |              |
| 30   | 코소보              | 1  | 0                 | 1              | 0       | 0           | 0         | 0           | 0               | 0      | 0           | 0            |
| 30   | 리투아니아          | 1  | 0                 | 1              | 0       | 0           | 0         | 0           | 0               | 0      | 0           | 0            |
| 30   | 알제리              | 1  | 0                 | 1              | 0       | 0           | 0         | 0           | 0               | 0      | 0           | 0            |
| 30   | 그리스              | 1  | 0                 | 1              | 0       | 0           | 0         | 0           | 0               | 0      | 0           | 0            |
| 31   | 코스타리카          | 1  | 0                 | 0              | 0       | 0           | 1         | 0           | 0               | 0      | 0           | 0            |
| 31   | 슬로베니아          | 1  | 0                 | 0              | 0       | 0           | 1         | 0           | 0               | 0      | 0           | 0            |
| 32   | 오스트레일리아      | 1  | 0                 | 0              | 0       | 0           | 0         | 1           | 0               | 0      | 0           | 0            |
| 32   | 아랍에미리트        | 1  | 0                 | 0              | 0       | 0           | 0         | 1           | 0               | 0      | 0           | 0            |
| 32   | 홍콩                | 1  | 0                 | 0              | 0       | 0           | 0         | 1           | 0               | 0      | 0           | 0            |
| 33   | 불가리아            | 1  | 0                 | 0              | 0       | 0           | 0         | 0           | 0               | 1      | 0           | 0            |
| 33   | 마가리타섬          | 1  | 0                 | 0              | 0       | 0           | 0         | 0           | 0               | 1      | 0           | 0            |
| 33   | 트리니다드 토바고   | 1  | 0                 | 0              | 0       | 0           | 0         | 0           | 0               | 1      | 0           | 0            |
| 33   | 스페인              | 1  | 0                 | 0              | 0       | 0           | 0         | 0           | 0               | 1      | 0           | 0            |
| 33   | 프랑스              | 1  | 0                 | 0              | 0       | 0           | 0         | 0           | 0               | 1      | 0           | 0            |
| 34   | 포르투갈            | 1  | 0                 | 0              | 0       | 0           | 0         | 0           | 0               | 0      | 1           | 0            |
| 34   | 타타르스탄          | 1  | 0                 | 0              | 0       | 0           | 0         | 0           | 0               | 0      | 1           | 0            |

### 빅 6 미스터 우승 순위
| 순위 | 국가              | 총 | 맨헌트 인터내셔널 | 미스터 월드 | 미스터 인터내셔널 | 미스터 글로벌 | 미스터 수프라내셔널 | 맨 오브 더 월드 |
| ---- | ----------------- | -- | ----------------- | ----------- | ----------------- | ------------- | ------------------- | --------------- |
| 1    | 베트남            | 6  | 1                 | 0           | 2                 | 2             | 0                   | 1               |
| 2    | 베네수엘라        | 5  | 1                 | 1           | 1                 | 0             | 1                   | 1               |
| 3    | 인도              | 5  | 1                 | 1           | 0                 | 1             | 1                   | 1               |
| 3    | 스페인            | 5  | 1                 | 1           | 0                 | 1             | 1                   | 1               |
| 4    | 브라질            | 4  | 0                 | 1           | 2                 | 1             | 0                   | 0               |
| 5    | 대한민국          | 4  | 0                 | 0           | 1                 | 1             | 0                   | 2               |
| 6    | 프랑스            | 3  | 2                 | 0           | 0                 | 0             | 1                   | 0               |
| 7    | 필리핀            | 3  | 1                 | 0           | 1                 | 1             | 0                   | 0               |
| 8    | 미국              | 3  | 1                 | 0           | 0                 | 1             | 1                   | 0               |
| 9    | 레바논            | 3  | 0                 | 0           | 3                 | 0             | 0                   | 0               |
| 10   | 스웨덴            | 2  | 2                 | 0           | 0                 | 0             | 0                   | 0               |
| 10   | 오스트레일리아    | 2  | 2                 | 0           | 0                 | 0             | 0                   | 0               |
| 10   | 중국              | 2  | 2                 | 0           | 0                 | 0             | 0                   | 0               |
| 11   | 태국              | 2  | 1                 | 0           | 1                 | 0             | 0                   | 0               |
| 12   | 남아프리카 공화국 | 2  | 1                 | 0           | 0                 | 0             | 1                   | 0               |
| 13   | 쿠바              | 2  | 0                 | 0           | 0                 | 1             | 1                   | 0               |
| 14   | 슬로바키아        | 1  | 1                 | 0           | 0                 | 0             | 0                   | 0               |
| 14   | 모로코            | 1  | 1                 | 0           | 0                 | 0             | 0                   | 0               |
| 14   | 튀르키예          | 1  | 1                 | 0           | 0                 | 0             | 0                   | 0               |
| 14   | 뉴질랜드          | 1  | 1                 | 0           | 0                 | 0             | 0                   | 0               |
| 14   | 그리스            | 1  | 1                 | 0           | 0                 | 0             | 0                   | 0               |
| 14   | 독일              | 1  | 1                 | 0           | 0                 | 0             | 0                   | 0               |
| 14   | 네덜란드          | 1  | 1                 | 0           | 0                 | 0             | 0                   | 0               |
| 15   | 잉글랜드          | 1  | 0                 | 1           | 0                 | 0             | 0                   | 0               |
| 15   | 덴마크            | 1  | 0                 | 1           | 0                 | 0             | 0                   | 0               |
| 15   | 콜롬비아          | 1  | 0                 | 1           | 0                 | 0             | 0                   | 0               |
| 15   | 아일랜드          | 1  | 0                 | 1           | 0                 | 0             | 0                   | 0               |
| 15   | 벨기에            | 1  | 0                 | 1           | 0                 | 0             | 0                   | 0               |
| 15   | 우루과이          | 1  | 0                 | 1           | 0                 | 0             | 0                   | 0               |
| 15   | 푸에르토리코      | 1  | 0                 | 1           | 0                 | 0             | 0                   | 0               |
| 16   | 도미니카 공화국   | 1  | 0                 | 0           | 1                 | 0             | 0                   | 0               |
| 16   | 스위스            | 1  | 0                 | 0           | 1                 | 0             | 0                   | 0               |
| 16   | 볼리비아          | 1  | 0                 | 0           | 1                 | 0             | 0                   | 0               |
| 16   | 그레이트브리튼    | 1  | 0                 | 0           | 1                 | 0             | 0                   | 0               |
| 16   | 나이지리아        | 1  | 0                 | 0           | 1                 | 0             | 0                   | 0               |
| 16   | 싱가포르          | 1  | 0                 | 0           | 1                 | 0             | 0                   | 0               |
| 17   | 미얀마            | 1  | 0                 | 0           | 0                 | 1             | 0                   | 0               |
| 17   | 체코              | 1  | 0                 | 0           | 0                 | 1             | 0                   | 0               |
| 18   | 페루              | 1  | 0                 | 0           | 0                 | 0             | 1                   | 0               |
| 18   | 멕시코            | 1  | 0                 | 0           | 0                 | 0             | 1                   | 0               |
| 19   | 불가리아          | 1  | 0                 | 0           | 0                 | 0             | 0                   | 1               |
| 19   | 이집트            | 1  | 0                 | 0           | 0                 | 0             | 0                   | 1               |

### 빅 7 — 미스터 우승 순위
| 순위 | 국가                  | 총 | 미스터 그랜드 | 유니버스 모델 | 미스터 투어리즘 | 미스터 모델 | 맨 오브 더 이어 | 미스터 프렌드십 | 미스터 코스모 | 미스터 내셔널 | 미스터 코스모 | 미스터 에코 | 미스터 유니버스 |
| ---- | --------------------- | -- | ------------- | ------------- | --------------- | ----------- | --------------- | --------------- | ------------- | ------------- | ------------- | ----------- | --------------- |
| 1    | 푸에르토리코          | 5  | 1             | 1             | 0               | 2           | 0               | 0               | 0             | 1             | 0             | 0           | 0               |
| 2    | 태국                  | 5  | 0             | 0             | 1               | 2           | 2               | 0               | 0             | 0             | 0             | 0           | 0               |
| 3    | 브라질                | 3  | 0             | 1             | 0               | 1           | 1               | 0               | 0             | 0             | 0             | 0           | 0               |
| 4    | 도미니카 공화국       | 3  | 1             | 1             | 1               | 0           | 0               | 0               | 0             | 0             | 0             | 0           | 0               |
| 5    | 말레이시아            | 3  | 0             | 0             | 2               | 0           | 0               | 0               | 0             | 1             | 0             | 0           | 0               |
| 6    | 베트남                | 2  | 1             | 0             | 0               | 0           | 0               | 0               | 0             | 1             | 0             | 0           | 0               |
| 7    | 스페인                | 2  | 0             | 1             | 0               | 1           | 0               | 0               | 0             | 0             | 0             | 0           | 0               |
| 8    | 대한민국              | 2  | 0             | 0             | 0               | 0           | 1               | 1               | 0             | 0             | 0             | 0           | 0               |
| 8    | 필리핀                | 2  | 0             | 0             | 0               | 0           | 1               | 1               | 0             | 0             | 0             | 0           | 0               |
| 9    | 인도                  | 2  | 0             | 0             | 0               | 0           | 0               | 0               | 0             | 2             | 0             | 0           | 0               |
| 10   | 레바논                | 1  | 1             | 0             | 0               | 0           | 0               | 0               | 0             | 0             | 0             | 0           | 0               |
| 10   | 오스트레일리아        | 1  | 1             | 0             | 0               | 0           | 0               | 0               | 0             | 0             | 0             | 0           | 0               |
| 10   | 스위스                | 1  | 1             | 0             | 0               | 0           | 0               | 0               | 0             | 0             | 0             | 0           | 0               |
| 11   | 베네수엘라            | 1  | 0             | 1             | 0               | 0           | 0               | 0               | 0             | 0             | 0             | 0           | 0               |
| 11   | 미국                  | 1  | 0             | 1             | 0               | 0           | 0               | 0               | 0             | 0             | 0             | 0           | 0               |
| 11   | 네덜란드              | 1  | 0             | 1             | 0               | 0           | 0               | 0               | 0             | 0             | 0             | 0           | 0               |
| 11   | 볼리비아              | 1  | 0             | 1             | 0               | 0           | 0               | 0               | 0             | 0             | 0             | 0           | 0               |
| 11   | 보스니아 헤르체고비나 | 1  | 0             | 1             | 0               | 0           | 0               | 0               | 0             | 0             | 0             | 0           | 0               |
| 11   | 파나마                | 1  | 0             | 1             | 0               | 0           | 0               | 0               | 0             | 0             | 0             | 0           | 0               |
| 11   | 퀴라소                | 1  | 0             | 1             | 0               | 0           | 0               | 0               | 0             | 0             | 0             | 0           | 0               |
| 11   | 리비에라 마야         | 1  | 0             | 1             | 0               | 0           | 0               | 0               | 0             | 0             | 0             | 0           | 0               |
| 12   | 우루과이              | 1  | 0             | 0             | 1               | 0           | 0               | 0               | 0             | 0             | 0             | 0           | 0               |
| 12   | 그레이트브리튼        | 1  | 0             | 0             | 1               | 0           | 0               | 0               | 0             | 0             | 0             | 0           | 0               |
| 12   | 미얀마                | 1  | 0             | 0             | 1               | 0           | 0               | 0               | 0             | 0             | 0             | 0           | 0               |
| 12   | 보르네오              | 1  | 0             | 0             | 1               | 0           | 0               | 0               | 0             | 0             | 0             | 0           | 0               |
| 13   | 페르난두 지 노로냐    | 1  | 0             | 0             | 0               | 1           | 0               | 0               | 0             | 0             | 0             | 0           | 0               |
| 13   | 칠레                  | 1  | 0             | 0             | 0               | 1           | 0               | 0               | 0             | 0             | 0             | 0           | 0               |
| 14   | 체코                  | 1  | 0             | 0             | 0               | 0           | 1               | 0               | 0             | 0             | 0             | 0           | 0               |
| 14   | 슬로바키아            | 1  | 0             | 0             | 0               | 0           | 1               | 0               | 0             | 0             | 0             | 0           | 0               |
| 15   | 캄보디아              | 1  | 0             | 0             | 0               | 0           | 0               | 1               | 0             | 0             | 0             | 0           | 0               |
| 15   | 대만                  | 1  | 0             | 0             | 0               | 0           | 0               | 1               | 0             | 0             | 0             | 0           | 0               |
| 16   | 프랑스                | 1  | 0             | 0             | 0               | 0           | 0               | 0               | 0             | 1             | 0             | 0           | 0               |
| 16   | 네팔                  | 1  | 0             | 0             | 0               | 0           | 0               | 0               | 0             | 1             | 0             | 0           | 0               |
| 17   | 아일랜드              | 1  | 0             | 0             | 0               | 0           | 0               | 0               | 0             | 0             | 0             | 0           | 1               |

### 미스 아시아 & 오세아니아 우승 순위
| 순위 | 국가           | 총 | 유니버스 | 월드 | 인터내셔널 | 어스 | 수프라 | 그랜드 | 인터콘티넨탈 | 더 미스 글로브 | 미스참 | 코스모 | 에코 | 글로벌 | 유나이티드 | 톱모델 | 아우라 | 에코 틴 |
| ---- | -------------- | -- | -------- | ---- | ---------- | ---- | ------ | ------ | ------------ | -------------- | ------ | ------ | ---- | ------ | ---------- | ------ | ------ | ------- |
| 1    | 필리핀         | 30 | 4        | 1    | 6          | 4    | 1      | 1      | 2            | 2              | 0      | 0      | 3    | 1      | 2          | 0      | 2      | 1       |
| 2    | 인도           | 17 | 3        | 6    | 0          | 1    | 2      | 1      | 2            | 1              | 0      | 0      | 0    | 0      | 0          | 0      | 0      | 1       |
| 3    | 오스트레일리아 | 10 | 2        | 2    | 3          | 1    | 0      | 1      | 0            | 0              | 0      | 0      | 0    | 1      | 0          | 0      | 0      | 0       |
| 4    | 태국           | 8  | 2        | 1    | 1          | 0    | 1      | 0      | 2            | 0              | 0      | 0      | 0    | 0      | 0          | 0      | 1      | 0       |
| 5    | 러시아         | 8  | 1        | 2    | 0          | 0    | 0      | 0      | 3            | 1              | 0      | 0      | 0    | 0      | 1          | 0      | 0      | 0       |
| 6    | 베트남         | 8  | 0        | 0    | 1          | 1    | 0      | 1      | 1            | 1              | 0      | 0      | 1    | 1      | 0          | 0      | 0      | 1       |
| 7    | 인도네시아     | 5  | 0        | 0    | 1          | 0    | 1      | 1      | 0            | 0              | 0      | 1      | 0    | 0      | 0          | 0      | 1      | 0       |
| 8    | 레바논         | 4  | 1        | 0    | 1          | 0    | 0      | 0      | 2            | 0              | 0      | 0      | 0    | 0      | 0          | 0      | 0      | 0       |
| 9    | 중국           | 4  | 0        | 2    | 0          | 0    | 0      | 0      | 0            | 1              | 0      | 0      | 0    | 0      | 0          | 1      | 0      | 0       |
| 10   | 튀르키예       | 4  | 0        | 1    | 0          | 0    | 0      | 0      | 1            | 0              | 0      | 0      | 0    | 0      | 0          | 2      | 0      | 0       |
| 11   | 일본           | 3  | 2        | 0    | 1          | 0    | 0      | 0      | 0            | 0              | 0      | 0      | 0    | 0      | 0          | 0      | 0      | 0       |
| 12   | 말레이시아     | 3  | 0        | 0    | 0          | 0    | 0      | 0      | 0            | 1              | 1      | 0      | 1    | 0      | 0          | 0      | 0      | 0       |
| 13   | 이스라엘       | 2  | 1        | 1    | 0          | 0    | 0      | 0      | 0            | 0              | 0      | 0      | 0    | 0      | 0          | 0      | 0      | 0       |
| 14   | 뉴질랜드       | 2  | 1        | 0    | 1          | 0    | 0      | 0      | 0            | 0              | 0      | 0      | 0    | 0      | 0          | 0      | 0      | 0       |
| 15   | 대한민국       | 2  | 0        | 0    | 0          | 1    | 1      | 0      | 0            | 0              | 0      | 0      | 0    | 0      | 0          | 0      | 0      | 0       |
| 16   | 괌             | 1  | 0        | 1    | 0          | 0    | 0      | 0      | 0            | 0              | 0      | 0      | 0    | 0      | 0          | 0      | 0      | 0       |
| 17   | 타히티섬       | 1  | 0        | 0    | 0          | 0    | 0      | 0      | 1            | 0              | 0      | 0      | 0    | 0      | 0          | 0      | 0      | 0       |
| 17   | 이란           | 1  | 0        | 0    | 0          | 0    | 0      | 0      | 1            | 0              | 0      | 0      | 0    | 0      | 0          | 0      | 0      | 0       |
| 18   | 아랍에미리트   | 1  | 0        | 0    | 0          | 0    | 0      | 0      | 0            | 0              | 0      | 0      | 0    | 1      | 0          | 0      | 0      | 0       |
| 18   | 홍콩           | 1  | 0        | 0    | 0          | 0    | 0      | 0      | 0            | 0              | 0      | 0      | 0    | 1      | 0          | 0      | 0      | 0       |
| 19   | 타타르스탄     | 1  | 0        | 0    | 0          | 0    | 0      | 0      | 0            | 0              | 0      | 0      | 0    | 0      | 0          | 0      | 1      | 0       |

### 미스터 아시아 & 오세아니아 우승 순위
| 순위 | 국가           | 총 | 맨헌트 | 월드 | 인터내셔널 | 글로벌 | 수프라 | 맨 오브 더 월드 | 그랜드 | 유니버스 모델 | 투어리즘 월드 | 모델 | 맨 오브 더 이어 | 프렌드십 | 코스모 | 에코 | 내셔널 유니버스 | 유니버스 |
| ---- | -------------- | -- | ------ | ---- | ---------- | ------ | ------ | --------------- | ------ | ------------- | ------------- | ---- | --------------- | -------- | ------ | ---- | --------------- | -------- |
| 1    | 베트남         | 8  | 1      | 0    | 2          | 2      | 0      | 1               | 1      | 0             | 0             | 0    | 0               | 0        | 0      | 0    | 1               | 0        |
| 2    | 인도           | 7  | 1      | 1    | 0          | 1      | 1      | 1               | 0      | 0             | 0             | 0    | 0               | 0        | 0      | 0    | 2               | 0        |
| 3    | 태국           | 7  | 1      | 0    | 1          | 0      | 0      | 0               | 0      | 0             | 1             | 2    | 2               | 0        | 0      | 0    | 0               | 0        |
| 4    | 대한민국       | 6  | 0      | 0    | 1          | 1      | 0      | 2               | 0      | 0             | 0             | 0    | 1               | 1        | 0      | 0    | 0               | 0        |
| 5    | 필리핀         | 5  | 1      | 0    | 1          | 1      | 0      | 0               | 0      | 0             | 0             | 0    | 1               | 1        | 0      | 0    | 0               | 0        |
| 6    | 레바논         | 4  | 0      | 0    | 3          | 0      | 0      | 0               | 1      | 0             | 0             | 0    | 0               | 0        | 0      | 0    | 0               | 0        |
| 7    | 오스트레일리아 | 3  | 2      | 0    | 0          | 0      | 0      | 0               | 1      | 0             | 0             | 0    | 0               | 0        | 0      | 0    | 0               | 0        |
| 8    | 말레이시아     | 3  | 0      | 0    | 0          | 0      | 0      | 0               | 0      | 0             | 2             | 0    | 0               | 0        | 0      | 0    | 1               | 0        |
| 9    | 중국           | 2  | 2      | 0    | 0          | 0      | 0      | 0               | 0      | 0             | 0             | 0    | 0               | 0        | 0      | 0    | 0               | 0        |
| 10   | 미얀마         | 2  | 0      | 0    | 0          | 1      | 0      | 0               | 0      | 0             | 1             | 0    | 0               | 0        | 0      | 0    | 0               | 0        |
| 11   | 튀르키예       | 1  | 1      | 0    | 0          | 0      | 0      | 0               | 0      | 0             | 0             | 0    | 0               | 0        | 0      | 0    | 0               | 0        |
| 11   | 뉴질랜드       | 1  | 1      | 0    | 0          | 0      | 0      | 0               | 0      | 0             | 0             | 0    | 0               | 0        | 0      | 0    | 0               | 0        |
| 12   | 싱가포르       | 1  | 0      | 0    | 1          | 0      | 0      | 0               | 0      | 0             | 0             | 0    | 0               | 0        | 0      | 0    | 0               | 0        |
| 13   | 보르네오       | 1  | 0      | 0    | 0          | 0      | 0      | 0               | 0      | 0             | 1             | 0    | 0               | 0        | 0      | 0    | 0               | 0        |
| 14   | 캄보디아       | 1  | 0      | 0    | 0          | 0      | 0      | 0               | 0      | 0             | 0             | 0    | 0               | 1        | 0      | 0    | 0               | 0        |
| 14   | 대만           | 1  | 0      | 0    | 0          | 0      | 0      | 0               | 0      | 0             | 0             | 0    | 0               | 1        | 0      | 0    | 0               | 0        |
| 15   | 네팔           | 1  | 0      | 0    | 0          | 0      | 0      | 0               | 0      | 0             | 0             | 0    | 0               | 0        | 0      | 0    | 1               | 0        |

## 같이 보기
- 미스 유니버스
- 미스 월드
- 미스 인터내셔널
- 미스 어스
- 미스 수프라내셔널
- 미스 그랜드 인터내셔널
- 미스 인터콘티넨탈
- 미스 참 인터내셔널
- 미스 아시아 퍼시픽 인터내셔널
- 월드 미스 유니버시티
- 맨헌트 인터내셔널
- 미스터 월드
- 미스터 인터내셔널
- 미스터 글로벌
- 미스터 수프라내셔널
- 맨 오브 더 월드